# Rodas
La isla de Rodas (en griego clásico Ῥόδος;en latín Rhodus; en italiano: Rodi) es la isla griega más extensa del archipiélago del Dodecaneso con unos 1400 kilómetros cuadrados. La capital de la isla es la ciudad homónima. Administrativamente, conforma la unidad periférica de Rodas.

## Orígenes del nombre

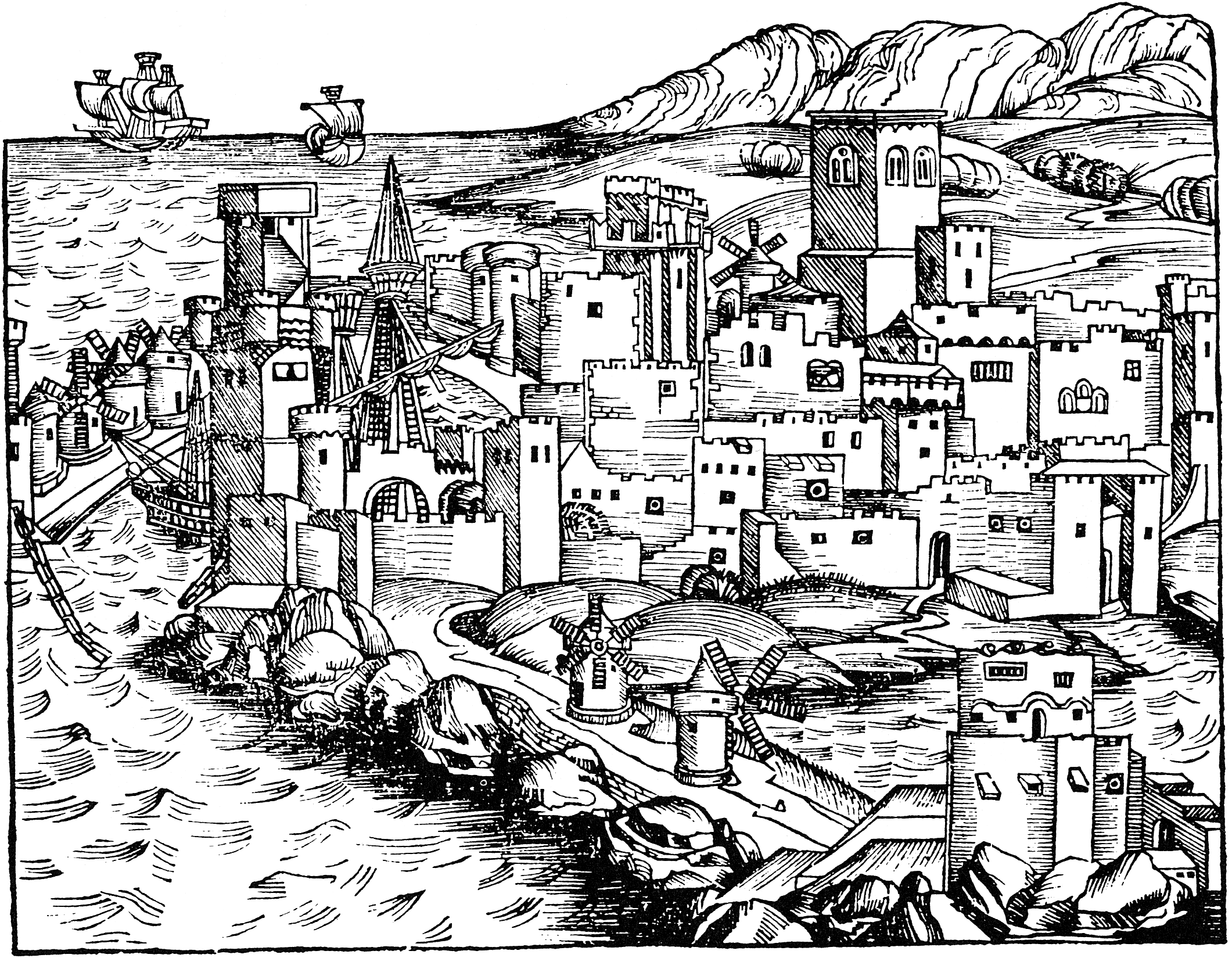
La ciudad de Rodas, grabado de 1493.

Su nombre primitivo fue Ofiusa, y después fue conocida como Estadía, Telquinis, Asteria, Etria, Trinacria, Corimbia, Peesa, Atabiria, Macaria y Olesa. Estos nombres se conocen principalmente gracias a tres autores: Estrabón, Amiano Marcelino (XVII, 7) y Plinio el Viejo. Rodas fue conocida en latín como Rhodus. 
Estrabón otorga a Rodas los primitivos nombres de Ofiusa, Estadia y Telquinis (Τελχινíς). Este último puede hacer referencia a los primeros habitantes que poblaron la isla: los llamados telquines, también mencionados por Diodoro Sículo.
El nombre de 'Pellagia', recogido por Amiano Marcelino, puede estar en relación con el mítico origen de Rodas a partir del mar. Pero es Plinio el Viejo el que más noticias refiere sobre los antiguos nombres de Rodas, bien sean míticos o reales: 

vocitata est antea Ophiusa, Asteria, Aethraea, Trinacria, Corymbia, Paeessa, Atabyria ab rege; deinde Macaria et Oloessa.
Plinio el Viejo, Naturalis Historia, V, 36.

La explicación a estos nombres puede ser la siguiente:
1. Ofiusa (Οφιουσσα): por la abundancia de serpientes que al parecer tenía la isla.
2. Olesa (Ολóεσσα): que significa perniciosa o mortal, quizá por el mismo motivo de las serpientes.
3. Asteria (Αστερíα): porque brillaba como un astro por su belleza y por el predominio del tiempo soleado la mayor parte del año.
4. Trinacria (Τρινακρíα): porque posee tres promontorios como Sicilia.
5. Atabiria (Αταβυρíα): en referencia a su más alta montaña (el monte Atabiris o Atabirion, actualmente Attaviros, 1215 metros), o al nombre de su más antiguo y legendario rey.
6. Macaria (Μακαρíα): porque según la tradición es una isla afortunada como Chipre y Lesbos.

Pero lo más probable es que el nombre de Rodas haga referencia a una flor, probablemente la rosa, que en griego se llamaba ῥόδον rodon. De hecho, en numerosas monedas rodias la rosa es un elemento iconográfico de primer orden. También podría hacer referencia a la flor del granado, que en griego clásico se expresa con la palabra ῥοῖα roya. 

## Historia

### Edad del Bronce y Edad Oscura
Hacia finales de la Edad del Bronce (1550-1100 a. C.) la influencia minoica en Rodas es patente. En torno al 1100 a. C. se produce la llegada de los dorios, que contribuyen al desarrollo de algunas ciudades de la isla como Lindos y Cámiros. Aprovechando el lugar privilegiado que Rodas tiene en el mapa como encrucijada entre Oriente y Occidente, los dorios favorecen el comercio y desarrollan rutas comerciales que comunican los cuatro puntos cardinales, especialmente con Egipto y con la Grecia continental.

### Edad Antigua

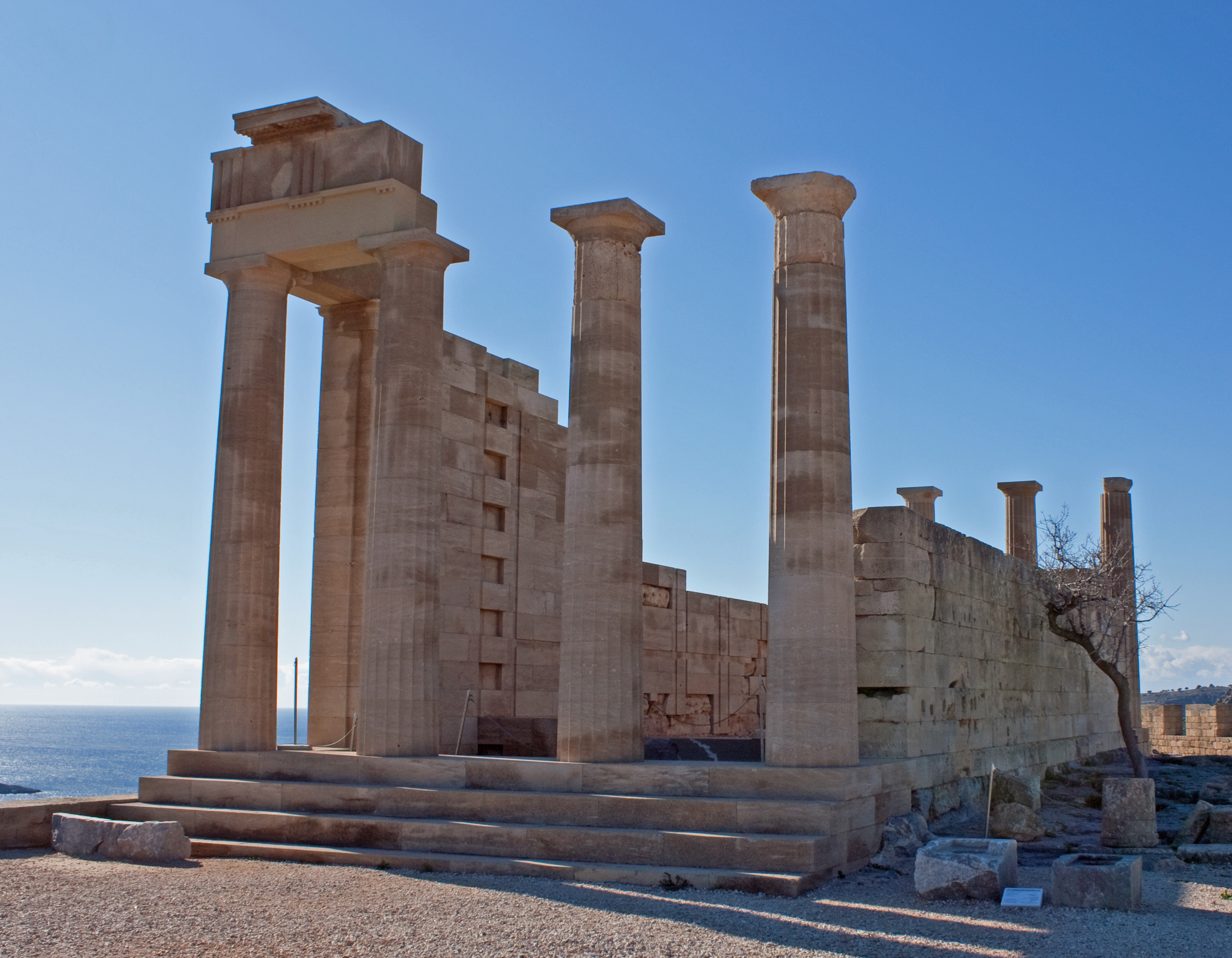
Acrópolis de Lindos.

Periodo Arcaico
Las tres primeras ciudades eran Lindos, Ialisos y Cámiros que junto con Cos, Cnido y Halicarnaso formaron la hexápolis dórica con santuario común en la costa de Caria y Apolo como deidad tutelar.
Los rodios fundaron colonias en las Baleares, en la costa gerundense (Rosas), en el sur de Italia (Parténope, Salapia, Siris y Síbaris), en Sicilia (Gela), en Cilicia (Solos) y en Licia (Gagas y Coridala).
Época Clásica
Durante todo el siglo V y IV a. C., Rodas juega un papel bastante indeciso desde el punto de vista diplomático. Hacia 480 a. C. la encontramos aliada de los persas contra los griegos para girar hacia el 478 a. C. alrededor de la órbita de la Liga de Delos encabezada por Atenas. Las ciudades rodias pagaron tributo a Atenas en la primera parte de la guerra del Peloponeso. Años más tarde, después del desastre de la expedición a Sicilia, en 412 a. C., se pondrá del lado de Esparta. Un intento de contrarrevolución de los populares, favorables a Atenas, fue sofocado en 411 a. C.
En 408 a. C. las tres ciudades se unieron y fundaron una nueva ciudad, Rodas, en el extremo norte de la isla, que se convirtió en capital de un Estado unificado que ocupaba toda la isla.

En 396 a. C. Conón se presentó en la isla con una flota ateniense y la forzó a retornar a su bando. Se estableció un gobierno democrático que no duró, y en 390 a. C. los aristócratas enviados al exilio seis años antes regresaron y lograron el poder con ayuda espartana. Este juego de alianzas se refleja también en su estructura política con la alternancia de un modelo político oligárquico de tipo espartano y uno democrático a la ateniense.
El excesivo poder de Esparta alejó al gobierno de Rodas de esta potencia, y entonces se acercó a Atenas, pero en 371 a. C. después de la batalla de Leuctra, se alió con Tebas. Durante la guerra social que duró hasta 355 a. C. estuvo contra Atenas, instigados por el dinasta de Caria. En 357 a. C. cayó en manos del príncipe de Caria Mausolo, conservando, sin embargo, su autonomía.
En 342 a. C. Mentor de Rodas, un mercenario al servicio de Artabazo II, fue nombrado gobernador de la isla, que de esta manera se convirtió en un Estado vasallo del imperio Aqueménida.. Mentor hizo llamar a su hermano Memnón y al propio Artabazo II, quien era su cuñado, desde Macedonia, donde estaban exiliados. El primero fue un hábil general al servicio del Gran Rey, y el último jefe militar de las satrapías occidentales que se enfrentó a Alejandro Magno.
Periodo helenístico
En el Período helenístico, la conquista macedonia de Persia implicó también el sometimiento de la isla de Rodas a Macedonia y una guarnición se estableció en la isla (332 a. C.), pero a la muerte de Alejandro Magno, en 323 a. C., Antígono, un personaje próximo a Alejandro, solicita la ayuda de Rodas para deponer al rey de Egipto. Pero como Rodas mantiene relaciones comerciales sustanciosas con Egipto, rechaza la petición realizada y expulsa a la guarnición macedonia. Desde entonces tuvo una política independiente aliada con los ptolomeos de Egipto que era de interés para su comercio. Años después, el hijo de Antígono, Demetrio Poliorcetes, asediará la isla durante un año (305-304 a. C.). El asedio fracasa completamente y el conflicto se resolverá pacíficamente tras la mediación de algunas polis griegas. Los atacantes dejaron una gran cantidad de material militar en el lugar, que los rodios vendieron, y con el dinero recogido erigieron una estatua a Helios, conocida como el coloso de Rodas.
En estos años Rodas extendió su dominio a la costa de Licia y a Caria, la llamada Perea Rodia, y a las islas vecinas: Kasos, Kárpatos, Tilos y Jalki. Los años posteriores serán provechosos gracias a la actividad comercial de la isla. La ciudad de Rodas llegará a tener hasta 60 000 habitantes y se construirán en ella numerosos teatros, estatuas y templos.

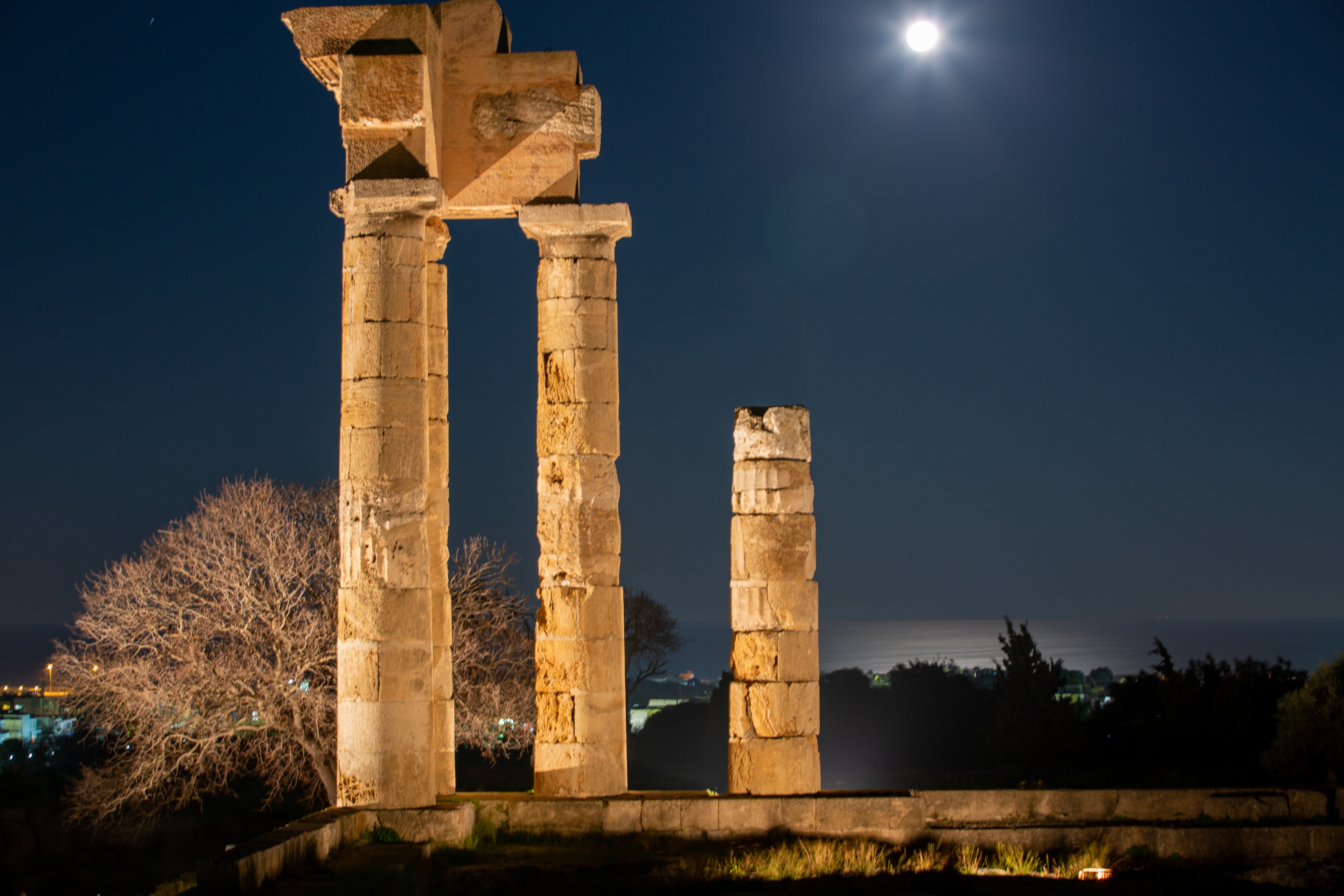
Acrópolis de Rodas

Agatágetos tomó partido por los romanos e intentó convencer al gobierno de la isla a aliarse con Roma, hacia 171 a. C., pero la isla permaneció neutral. Después de la derrota de Perseo de Macedonia (168 a. C.) Rodas hubo de ceder muchos de sus territorios a Roma, acusada de haber dado apoyo al rey macedonio. En 164 a. C. firmó un tratado de amistad con Roma y la isla se convirtió en el centro de educación de muchos jóvenes de familias nobles romanas. La decadencia del poder militar de Rodas coincide con su auge como centro cultural con una renombrada escuela filosófica.
En el siglo I a. C., la isla de Rodas era un destino habitual de los jóvenes de la nobleza romana para mejorar su dominio del griego y aprender todo lo relacionado con la cultura. En las guerras mitridáticas los rodios, aliados de los romanos, se defendieron contra los pónticos sin ayuda y en premio Lúculo le devolvió la Perea y algunas islas. En la guerra civil entre Julio César y Pompeyo estuvo al lado del primero y tras la muerte de César se opuso también a Casio; Alejandro de Rodas, el líder político de Rodas que dirigía el partido popular, fue elevado al cargo de Pritano en 43 a. C., pero poco después Alejandro y el almirante Mnareas fueron derrotados por Casio en la batalla naval de Cnido. Los republicanos entraron en la ciudad, mataron a todos los jefes hostiles y vendieron o saquearon la propiedad pública, incluyendo las ofrendas de los templos (42 a. C.).
El gobierno de Rodas
El poder correspondía a una asamblea del pueblo que tenía la decisión final sobre cualquier asunto; a esta asamblea eran sometidos los asuntos discutidos previamente por el senado. El poder ejecutivo estaba en manos de dos magistrados llamados πρυτάνεις, cada uno de los cuales gobernaba seis meses al año; a su lado, los almirantes (ναύαρχοι) eran los que les seguían en poder; había otros cargos, pero sus funciones y derechos son inciertos.
Periodo romano

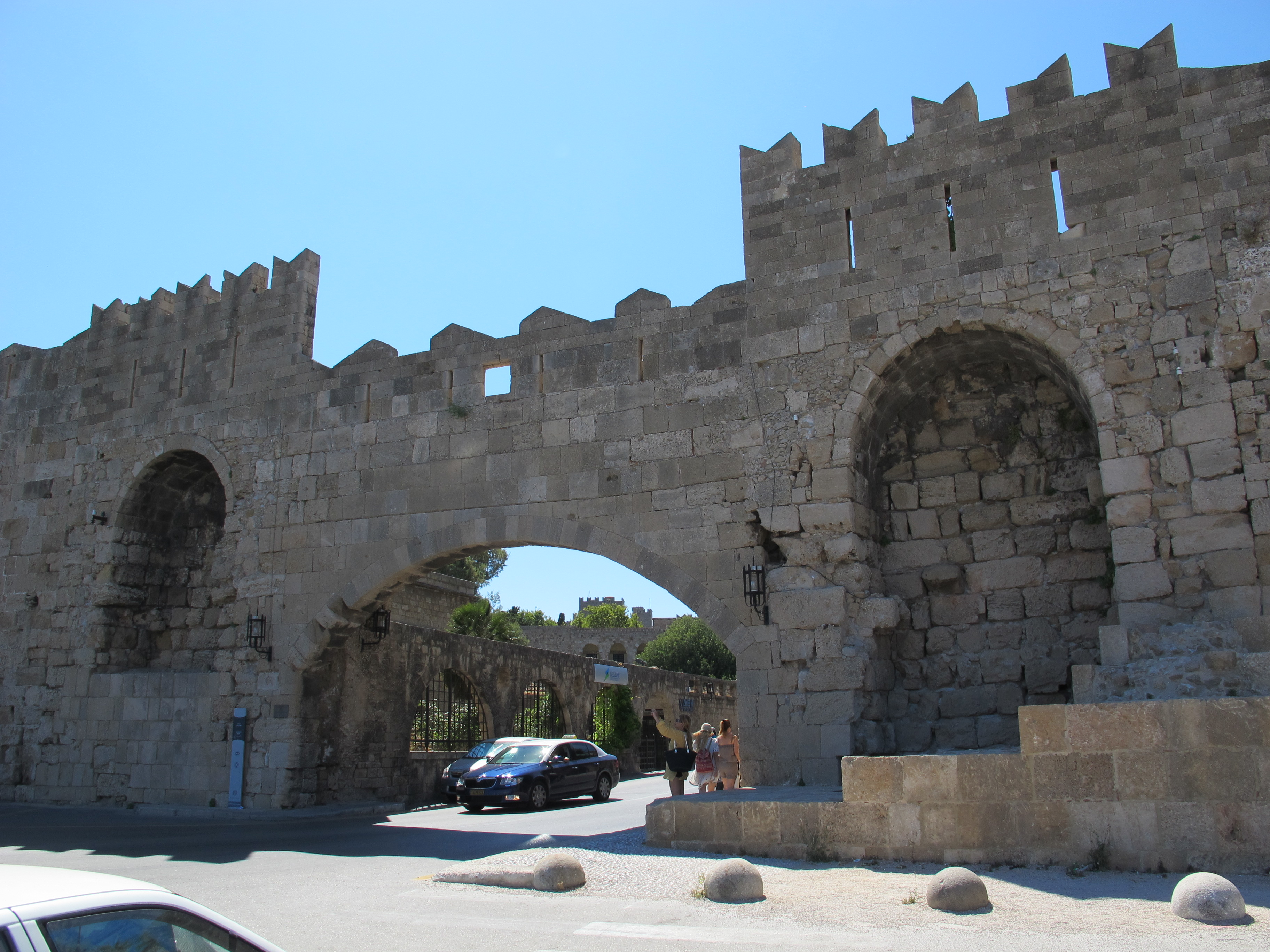
Puerta del Arsenal en Rodas

Tiberio estuvo allí desterrado unos años antes de ser emperador. Bajo Claudio se puso fin a su estatus nominal de Estado independiente y fue incorporada a la provincia de Asia, aunque más tarde recuperó la condición de Estado nominalmente independiente. Hacia el 300 fue incluida en la Provincia de las Islas (Provincia Insularum) de la que fue capital.

### Edad Media
Alta Edad Media
Permaneció en poder de Roma y después de Bizancio. En 654 fue atacada por Djunada ben Abi Umayya al-Azdi, gobernador de Siria, que construyó allí un fuerte que conservó siete años, pero después recibió orden de abandonarlo (661). En 672 fue ocupada temporalmente por las fuerzas del califa Muawiyah I dirigidas, otra vez, por el general Djunada ben Abi Umayya al-Azdi. Los árabes encontraron los restos del Coloso y los fragmentos fueron vendidos a un mercader judío, que usó 900 camellos para transportar las piezas y fundió el metal. En 718, después del fracaso árabe en Constantinopla, la isla fue evacuada.
En 1082 Bizancio concedió a Venecia una base naval comercial en Rodas que garantizó la tranquilidad en la zona, hasta entonces objeto de depredaciones de piratas, y los isleños del Dodecaneso volvieron al mar y a la pesca como principal ocupación. En 1204, a la caída de Constantinopla, Rodas y las demás islas permanecieron bajo el control del emperador establecido en Nicea, que en 1261 recuperó la antigua capital. En 1234 los venecianos establecieron allí emporios comerciales, pero en 1248 fueron sustituidos por los genoveses, que recibieron el reconocimiento bizantino.
Baja Edad Media

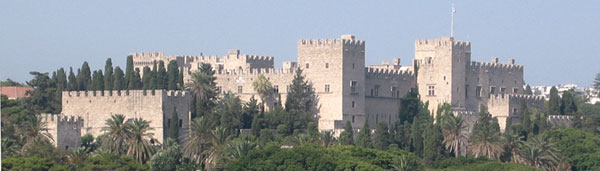
Castillo de los caballeros de la Orden de San Juan de Jerusalén en Rodas.

En 1299, el Papa dio la isla en feudo a Federico II de Sicilia. En 1302 los venecianos se establecieron en la isla (y en alguna más entre 1302 y 1306) en posiciones que fueron consideradas bajo soberanía de la república. En 1303 la isla fue asolada por un terremoto, que mató a buena parte de la población griega, y los otomanos se apoderaron de algún punto de la isla, del que fueron expulsados entre 1306 y 1309.
Federico II envió en 1305 a su hermano Fernando de Aragón, caballero hospitalario, a ocupar algunas islas griegas, expedición que fracasó. En 1306 los venecianos atacaron y quizá ocuparon Nisiros, y el veneciano Andrés Cornaro conquistó Karpatos; la posición genovesa en las islas era muy débil y el almirante genovés Vignolo de Vignoli, alegando tener Cos, Leros y una hacienda de Rodas (Lardos) en feudo del emperador, se reunió secretamente en Limasol con el gran maestre de los Caballeros de San Juan de Jerusalén, Fulc de Villaret (27 de mayo de 1306) y le vendió sus derechos, acordando conjuntamente la conquista de Rodas, de la que Vignolo se reservaba Lardos y otro castillo de su elección, además de un tercio de las rentas de las demás islas.

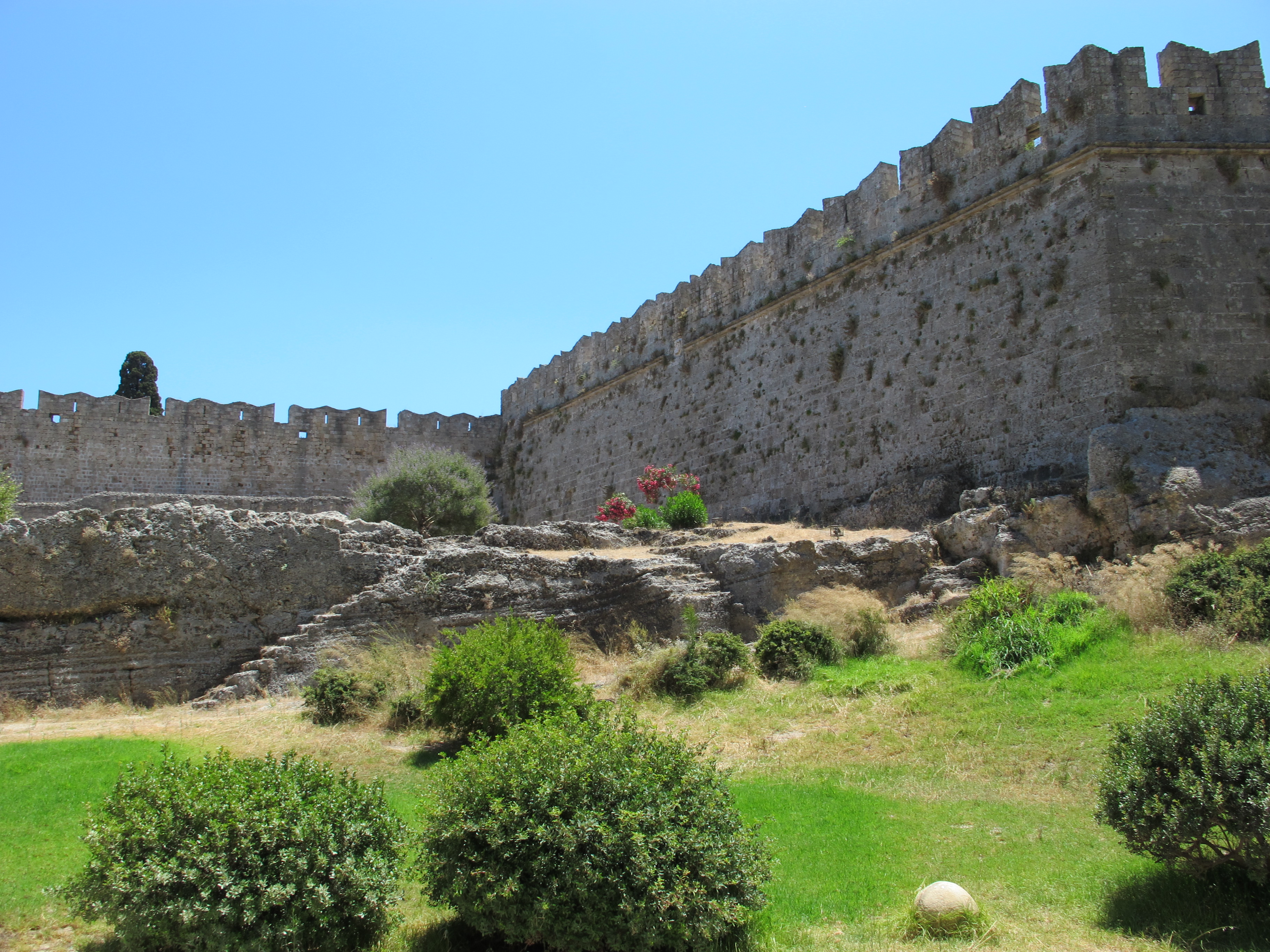
Bastión de San Jorge en Rodas

El 23 de junio, Villaret salió de Limasol con dos galeras a las que se unieron otras provistas por los genoveses y se apoderaron de Kastellórizo. Vignolo, denunciado a las autoridades griegas de Rodas, se escapó de la isla y se reunió con Villaret. Cos fue ocupada por sorpresa, pero los griegos recuperaron el castillo y los expulsaron. El 5 de septiembre de 1307, el Papa confirmó la cesión de Rodas (a la que no tenía ningún derecho) ahora a los caballeros. El 20 de septiembre de 1306, los caballeros ocuparon Peraclos en la costa oriental de Rodas, pero el día 25 fueron rechazados en su ataque a la ciudad de Rodas.
En noviembre ocuparon, por la traición de un griego, el castillo de Fileremos e iniciaron el asedio de la ciudad, pero en 1307 el emperador Andrónico envió unas galeras y los obligó a levantar el sitio. En octubre de 1307 llegaron galeras de refuerzo desde Chipre y se apoderaron de Lindos. En abril de 1308 ofrecieron al emperador gobernar la isla bajo su soberanía, pero la oferta fue rechazada por Andrónico. La captura de un barco con suministros para Rodas, que había llegado accidentalmente a Famagusta, fue determinante, y por último, con la complicidad del capitán del barco, la ciudad de Rodas fue ocupada según la fecha tradicional el 15 de agosto de 1309.

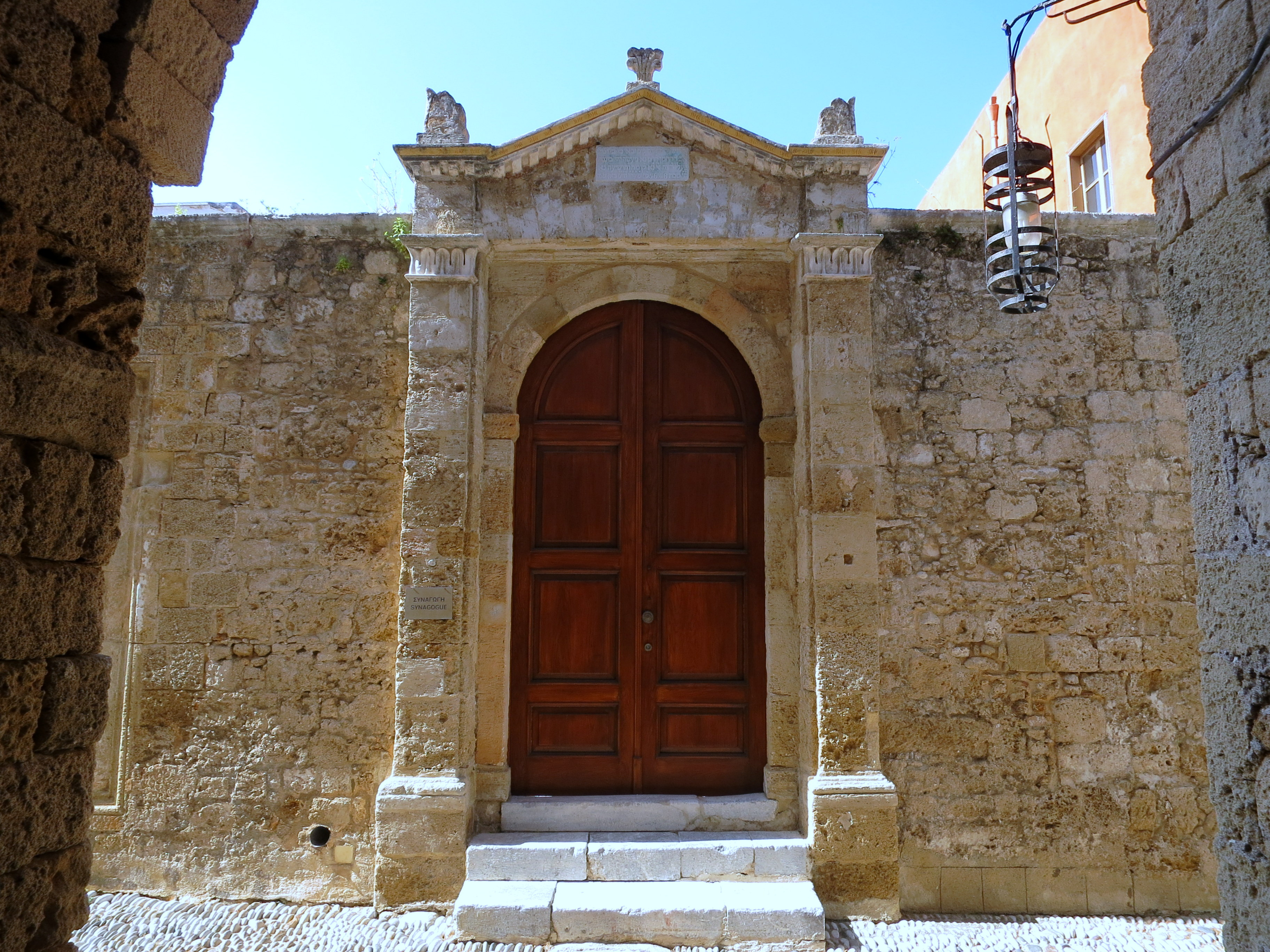
Museo de La Judería de Rodas, antiguamente un sector habitado por judíos sefarditas.

Desde 1310 los caballeros quisieron hacer cumplir la prohibición del Papa de comerciar con los musulmanes y eso llevó al enfrentamiento con los genoveses. Durante este período y hasta finales del siglo XV la isla ve el desarrollo de una arquitectura gótica sin parangón, con ejemplos como los castillos de Cámiros y Monolithos y las murallas de Lindos.
A finales del siglo XIV el dominio de los caballeros llega a uno de sus puntos culminantes en la política y la cultura, como en el caso del maestrazgo de Juan Fernández de Heredia (1377-1396), quien inició varias conquistas, como la de Morea, y fundó además uno de los scriptorium más importantes del medievo, donde se tradujeron del griego muchas de las grandes obras de filósofos e historiadores clásicos.
Los caballeros dominaron las islas del Dodecaneso (1410) menos Astipalea (de los Querini), Karpatos (Cornaro) y Kasos. Nisiros fue dada en feudo a los Assanti de Isquia en 1316. En 1325 los feudos de Vignolo pasaron hereditariamente a su hermano Fulc de Vignoli, pero con la prohibición de vender sin el consentimiento de los caballeros.
Cos, donde los griegos habían recibido la ayuda de 50 soldados venecianos mercenarios, fue ocupada parcialmente por los caballeros en 1312 y 1315, pero esta posesión no fue reconocida por Bizancio, que otorgó la concesión a los Giustiniani de Quíos en 1362, y allí tuvieron alguna factoría, pero un siglo después, antes de 1481, renunciaron a favor de los caballeros.

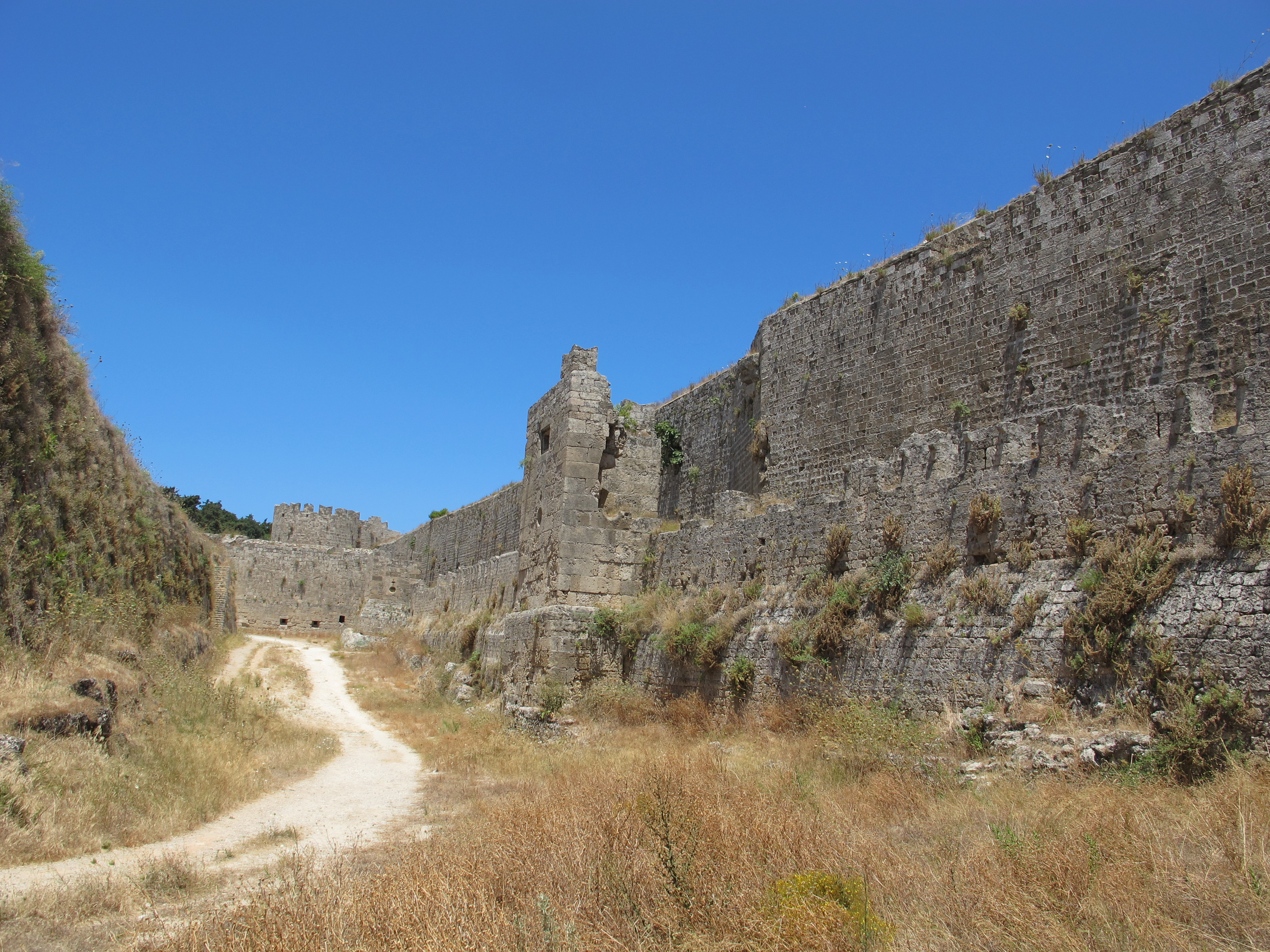
Torre de España en Rodas

En 1319 una revuelta en la isla de Leros de los griegos devolvió la isla a Bizancio, pero en 1320 los caballeros la recuperaron.
En 1344, en el marco de una liga organizada por el Papa Clemente VI, los cristianos arrebataron Esmirna al emir de Aidin. La ciudad fue confiada a los caballeros, que la conservaron pese a los ataques turcos, hasta que en 1403 llegó Tamerlán, que la saqueó, por lo que fue evacuada. En 1365 participaron en el saqueo de Alejandría dirigido por el rey Pedro I de Chipre.
Hacia 1420 Mehmed I permitió a los caballeros de Rodas ocupar la ciudad de Halicarnaso y allí fue construido un castillo (el castillo de San Pedro, que aún se conserva con sus torres; es el símbolo de la moderna ciudad de Bodrum).
Rodas fue atacada tres veces (1440, 1443 y 1444) sin éxito por los mamelucos de Egipto. En 1443 ocuparon la isla de Kastelórizo, pero la ciudad de Rodas no fue atacada hasta 1444 y estuvo asediada 40 días.
Después de 1450 los otomanos dirigidos por Hanza Bey atacaron Cos y la fortaleza de Arkangelos en la costa nordeste de Rodas, pero se resolvió con un tratado que establecía el fin de las depredaciones a los barcos otomanos por parte de corsarios protegidos por los caballeros.

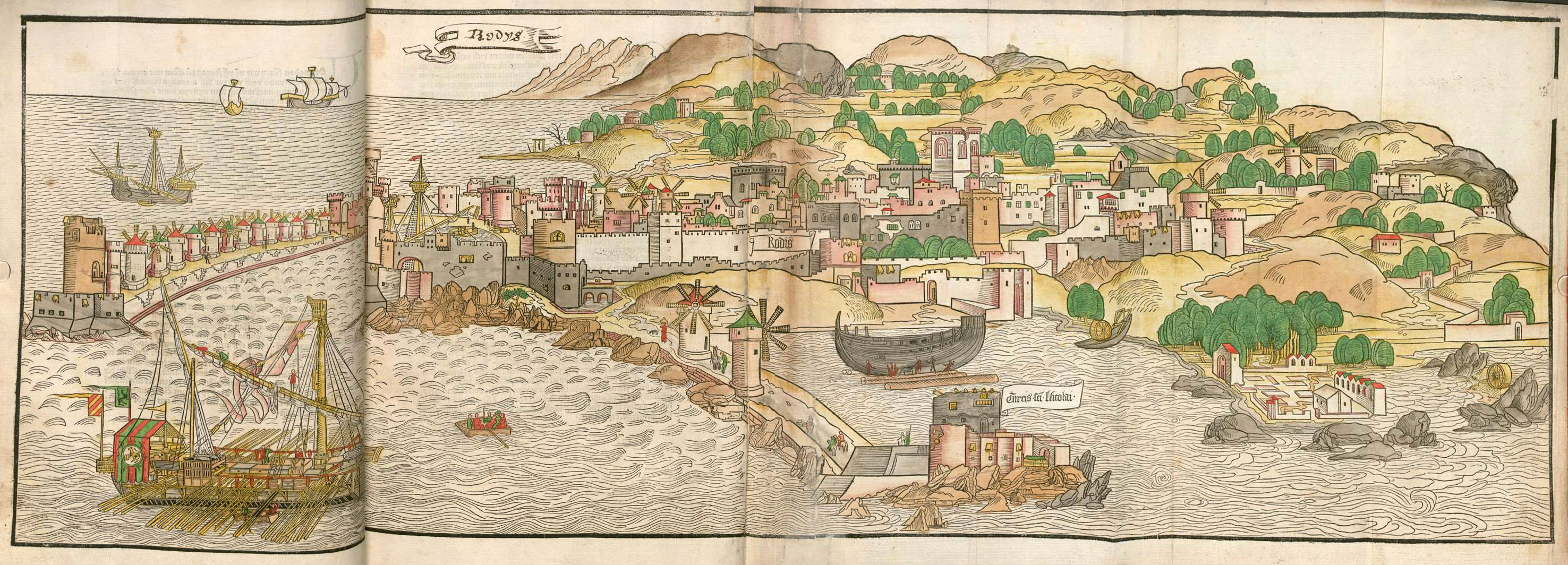
La ciudad de Rodas. Imagen del Santo Sepulcro de Jerusalén en la edición en latín del Viaje a Tierra Santa de Bernardo de Breidenbach, grabado de 1486.

Constantinopla fue ocupada por los otomanos en 1453 y entonces Kasos pasó a Rodas. En 1480 Rodas fue asediada (mayo a julio) por Mesih Pasha, pero fracasó en el asalto final el 28 de julio. El verano de 1482, el şehzade Cem, derrotado por su hermano Bayezid II, se refugió en Rodas y fue enviado a Francia, donde murió en 1495.
En julio de 1522 se inició el sitio de Rodas; el castillo de San Pedro con la ciudad de Halicarnaso pasaron a soberanía de Solimán el Magnífico (entonces la ciudad era llamada Petrion, probablemente del nombre del castillo) y los otomanos la convirtieron en Bodrum. Finalmente, los turcos conquistaron Rodas (25 de diciembre de 1522) y el 1 de enero de 1523, en virtud del tratado de capitulación, se permitió la evacuación de los Caballeros de la Orden de San Juan de Jerusalén para establecerse en Italia y después en Malta. Murad, hijo de Cem, que había optado por quedarse en la isla y se había convertido al cristianismo, fue ejecutado junto con un hijo (la mujer y dos hijas fueron enviadas a Estambul). Cos fue ocupada poco después. En 1537 los otomanos ocuparon Kárpatos y Kasos.

### Dominación otomana
La isla se convirtió en un sanjacado del eyalato del archipiélago, bajo autoridad del Kapudan Pasha. La reforma administrativa de 1867 que establecía el wilayet como unidad administrativa superior, divididos en sanjacados y kades, la incluyó en el valiatos del archipiélago, dividido en los sanjacados de Lesbos, Quíos, Lemnos y Rodas, con capital en Quíos. En 1876 la capital del valiato fue transferida a la ciudad de Rodas.

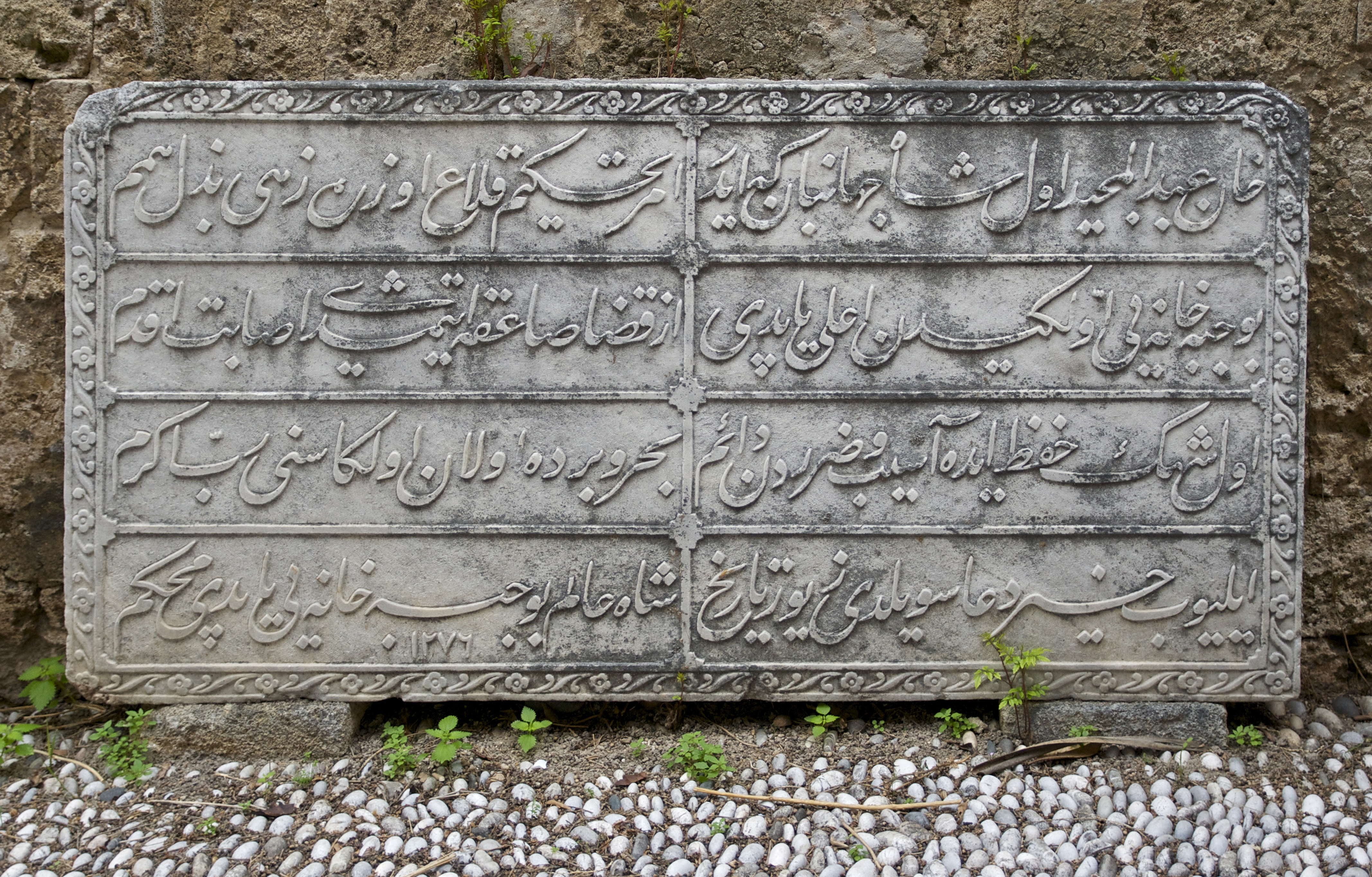
Una tumba en Rodas con inscripciones en turco otomano y con caracteres árabes.

El dominio turco en Rodas comienza formalmente el 1 de enero de 1523, con la retirada de los caballeros de la isla, y termina el 5 de mayo de 1912, con la ocupación de la ciudad por los italianos, durando casi cuatro siglos.
En diciembre de 1522, los caballeros, incapaces de hacer frente a un asedio de un mes, supervisado personalmente por el sultán otomano Solimán I el Magnífico, se vieron obligados a capitular la rendición de Rodas y del resto de sus posesiones en el sureste del Egeo. Aunque algunos jenízaros violaron las órdenes del sultán e invadieron la ciudad el 25 de diciembre, llevando a cabo incursiones, saqueos y violaciones, el castigo de los infractores limitó los excesos durante la rendición de la ciudad. El propio Suleimán entró en la ciudad dos días después, el 27 de diciembre, e inmediatamente comenzaron las negociaciones entre ambas partes sobre lo que los caballeros se llevarían consigo y lo que permanecería en la isla. El 1 de enero de 1523, los caballeros embarcaron en sus naves y, seguidos por 3.000 a 4.000 rodios, abandonaron la isla.
Ese mismo día, Suleimán rezó en la iglesia de San Juan Bautista y leyó el "Hatti Serifi" por el que la iglesia se convertía en mezquita. El sultán permaneció en la isla hasta el 25 de enero y durante este tiempo intentó organizar su nueva posesión. Arregló el haraq, estableció madrasas, imarets, nombró imanes y determinó los vakufis. Se ocupó de los heridos de guerra, dio recompensas y distribuyó honorarios a los funcionarios. Al marcharse, dejó al gobernador de la isla, el general Ibrahim Agha.

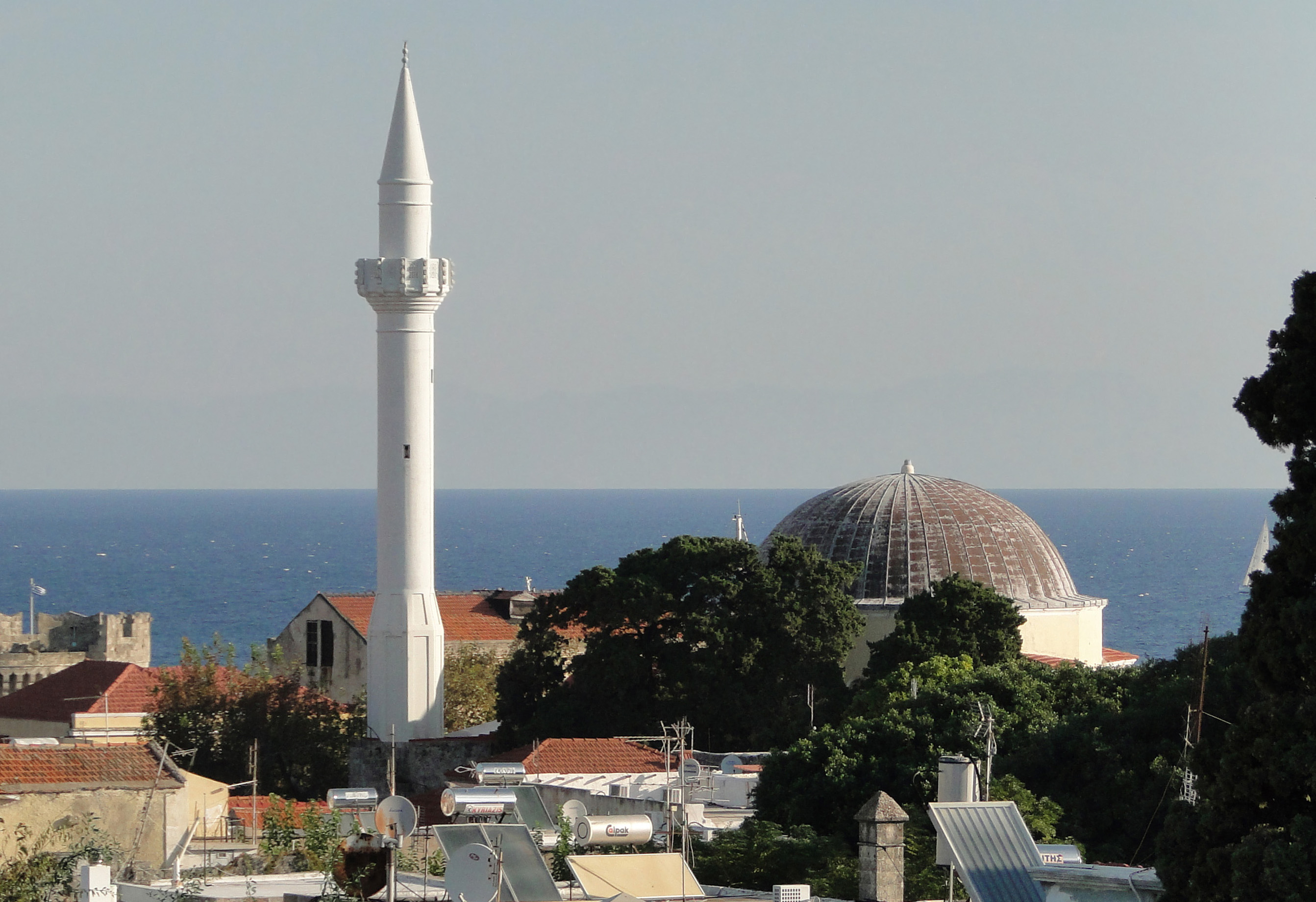
Mezquita de Ibrahim Pasha en Rodas

Como ya se ha mencionado, entre 3.000 y 4.000 griegos abandonaron Rodas junto con los caballeros. Los que permanecieron en la ciudad, se vieron obligados a abandonar sus hogares y trasladarse fuera de la parte fortificada de la ciudad. Así se crearon alrededor de las murallas las llamadas "marasia", que eran barrios con una parroquia en su centro, frente a la cual discurría una carretera que atravesaba la parte fortificada de la ciudad y las casas se situaban alrededor de la parroquia en estrechas "callejuelas". Dentro de la parte fortificada de la ciudad, los judíos y los colonos turcos, que llegaron en años posteriores para llenar el vacío dejado por los griegos, podían vivir en sus propios barrios separados.
Aunque a los griegos no se les permitía vivir en la parte amurallada de la ciudad, sí podían entrar durante el día para trabajar. Algunos incluso tenían tiendas. En cualquier caso, tenían que pasar fuera de las murallas por la noche, antes de que se cerraran las puertas, porque había un guardia que amenazaba con duros castigos a los infractores.
En el campo, más allá de la ciudad de Rodas, la población vivía en aldeas y era puramente griega. Con el tiempo, los colonos turcos crearon asentamientos en las afueras de la ciudad.
Un elemento muy importante para el helenismo de Rodas y de todas las demás islas fue la exención de los cristianos del infanticidio, que parece haber sido una de las condiciones de la capitulación. En un intento por frenar la huida de griegos y extranjeros de las islas, el sultán decidió una exención de cinco años del pago de impuestos, mientras que tanto los artesanos cualificados como los guerreros aceptaban tentadoras ofertas de los funcionarios turcos para no marcharse.

Durante el dominio otomano, Rodas fue sede de una provincia independiente, Sanjakion de Rodas.

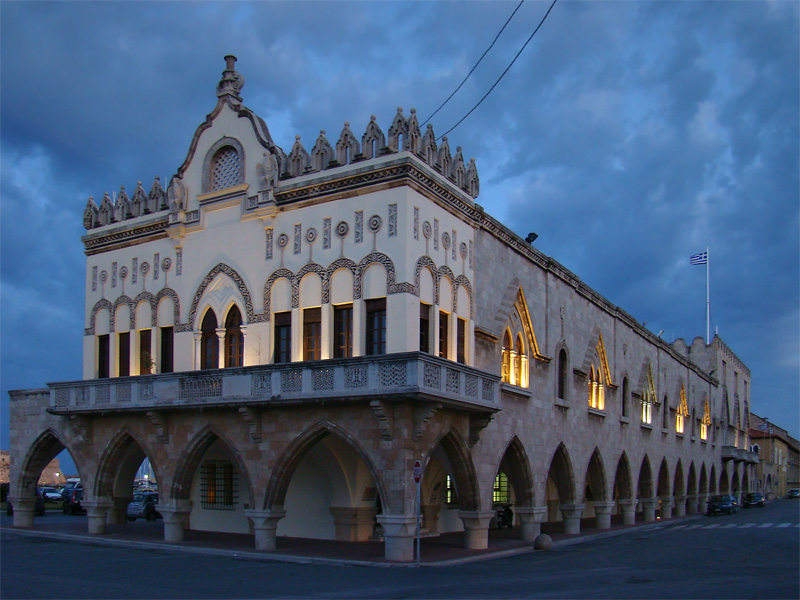
La Marina Mandraki es un ejemplo de la influencia italiana en la isla

### Dominación italiana
El 4 de mayo de 1912, un cuerpo expedicionario italiano de seis mil hombres desembarcó en la isla y la ocupó sin resistencia. El valí huyó al continente y la pequeña guarnición se refugió en Psinthos, una fortaleza del interior, que fue ocupada por los italianos el 1 de junio. El tratado de paz de Ouchy (octubre de 1912) estableció la restitución de la isla (y otras islas) a Turquía, pero Italia alegó indemnizaciones por la guerra de los Balcanes y demoró la entrega hasta el estallido de la Primera Guerra Mundial, al final de la cual el Tratado de Lausana reconoció la posesión italiana (24 de julio de 1923).

### Ocupación alemana
De 1943 hasta 1945 los alemanes ocupan la isla, hasta que les fue arrebatada por los ingleses, que ejercerán la administración hasta que fue entregada a Grecia el 7 de marzo de 1948.

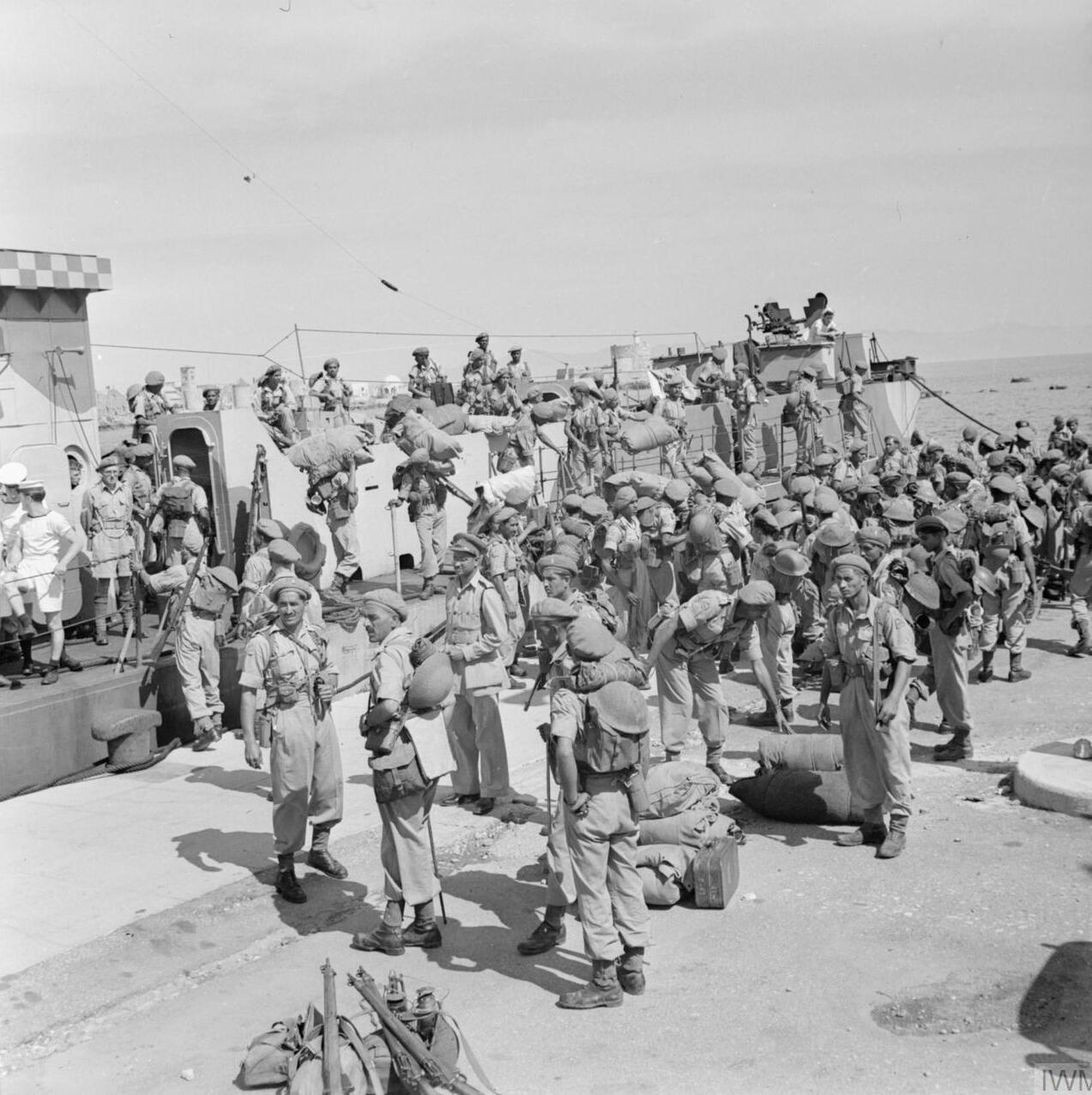
Tropas británicas que participaron en la Liberación de Rodas del Dominio de la Alemania Nazi en la Segunda Guerra Mundial

Tras el armisticio de Cassibile, Italia declaró la guerra al Reich alemán. Como consecuencia, las tropas de la Wehrmacht ocuparon las islas en otoño de 1943. Sin embargo, la administración local italiana de las islas del Egeo se mantuvo. Durante la ocupación alemana, se construyeron principalmente instalaciones militares, como las posiciones en el monte Filerimos o los innumerables búnkeres de la costa oriental. También pueden verse los restos de un aeródromo alemán entre Arcángelos y Lindos.
Aunque en un principio la comunidad judía de Rodas se libró en gran medida de las medidas antijudías, el 13 de julio de 1944 el teniente general Ulrich Kleemann, comandante del Egeo Oriental destinado en la isla, ordenó el encarcelamiento de los judíos. Una de las principales razones de esta orden fue la rápida caída de la lira italiana en Rodas, que hacía cada vez más difícil para los ocupantes alemanes cubrir los gastos corrientes de la guarnición y comprar los bienes necesarios para las tropas. Las pertenencias de los judíos eran, por tanto, un codiciado objeto de intercambio para evitar las dificultades de pago y la escasez de suministros en el lado alemán.
La deportación de los judíos de Rodas comenzó el 24 de julio de 1944, cuando fueron llevados primero por mar al Pireo, desde donde fueron transportados en tren al campo de exterminio de Auschwitz-Birkenau, adonde llegaron el 16 de agosto de 1944. Un total de 1673 judíos residentes en Rodas y 94 de la vecina isla de Kos fueron deportados. 54 judíos de Rodas y 6 de Kos lograron escapar a la deportación. Sólo sobrevivieron 151 miembros de la comunidad de Rodas y 12 de los de Kos. En 1947, Rodas aún tenía 60 habitantes judíos, Kos sólo uno.

Rodas permaneció bajo dominio alemán hasta el final de la guerra. Sin embargo, la isla estaba completamente bloqueada por las fuerzas navales británicas y sólo podía ser abastecida insuficientemente desde el aire. Tras la rendición incondicional de la Wehrmacht, las tropas alemanas fueron hechas prisioneras de guerra por los británicos el 9 de mayo de 1945.

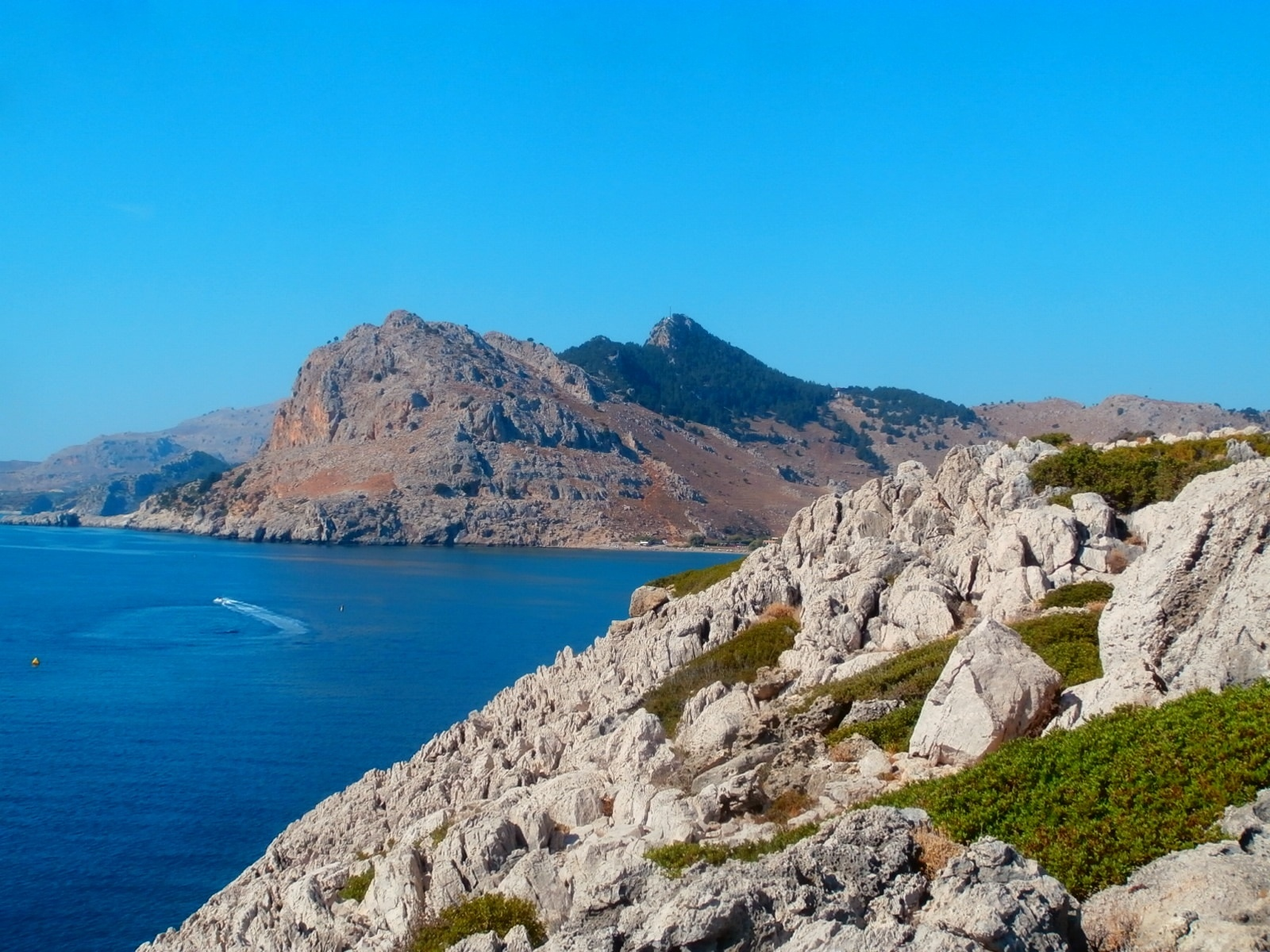
Bahía de Kolympia entre el Cabo Vagia y el Cabo Kavos

## Geografía
Rodas se extiende en dirección NE-SO al sur de la costa turca, frente a la antigua región de Caria, de la que la separa un canal de 15 km de anchura. Tiene una longitud de 78 km, su ancho es de 39 km (entre los cabos Monolithos y Lindos) y una extensión global de 1400,46 km². La distancia que la separa de Atenas es de 490 km.
Una cadena montañosa discontinua atraviesa la isla en dirección norte-sur. El monte Ataviros es el pico más alto, situado en la vertiente occidental, con 1215 m s. n. m. Rodas no tiene cursos de agua importantes, sino más bien torrentes que están en su mayor parte secos durante el verano.
La población total de la isla en el año 2019 era de 130 220 habitantes. La de la capital se situaba alrededor de 50 000 habitantes.
En Rodas se encontraba una estatua de dimensiones extraordinarias (ver Coloso de Rodas). Era una de las siete maravillas del mundo antiguo y la tradición cuenta que fue destruida tras un terremoto.

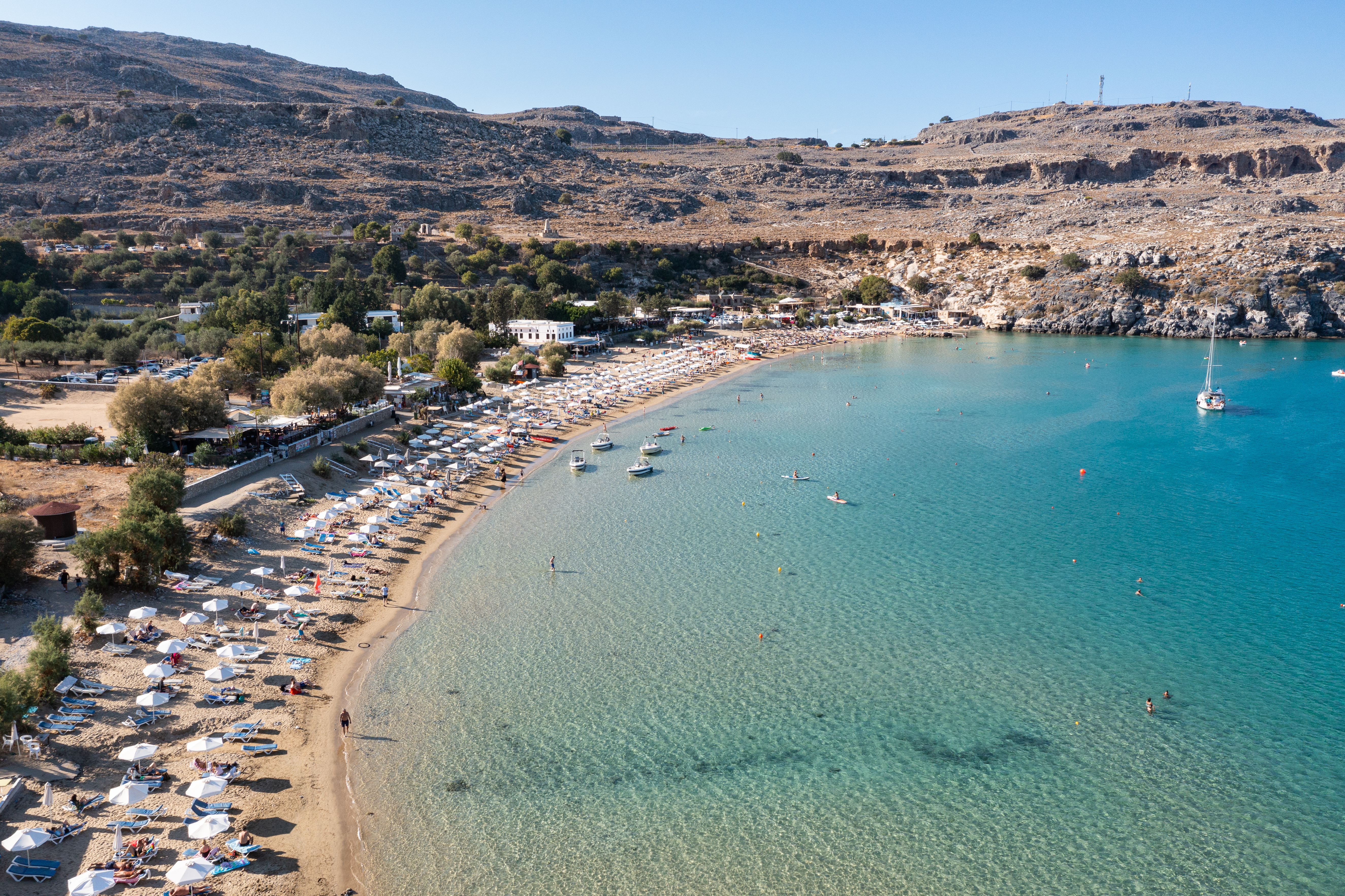
Playa Lindos en Rodas

### Clima
Con más de 3000 horas de sol al año, Rodas es una de las regiones más soleadas de Europa. Apenas llueve desde mediados de mayo hasta mediados de septiembre. Gracias a las montañas calizas, el suministro de agua está garantizado durante todo el año. Las islas vecinas de Symi y Chalki también se abastecen por barco.
En julio y agosto, no son raras las temperaturas de hasta 40 °C, no sólo en el interior. Sin embargo, la brisa marina enfría las temperaturas en la costa oeste hasta unos 28 a 32 °C, mientras que en la costa este suelen alcanzarse entre 35 y 40 °C. La humedad relativamente baja hace que el calor sea soportable. Por la noche, las temperaturas descienden hasta los 23-20 °C. La temperatura del agua ronda los 27 °C en agosto. Se puede nadar hasta noviembre.
Los meses más frescos son enero y febrero. Las temperaturas oscilan entre 12 y 18 °C durante el día y entre 8 y 12 °C por la noche. Las heladas están prácticamente descartadas, aunque a veces se registran nevadas en Attavyros (1.215 m), la montaña más alta de Rodas. Las temperaturas más bajas se alcanzan a finales de febrero y principios de marzo, entre 16 y 17 °C.

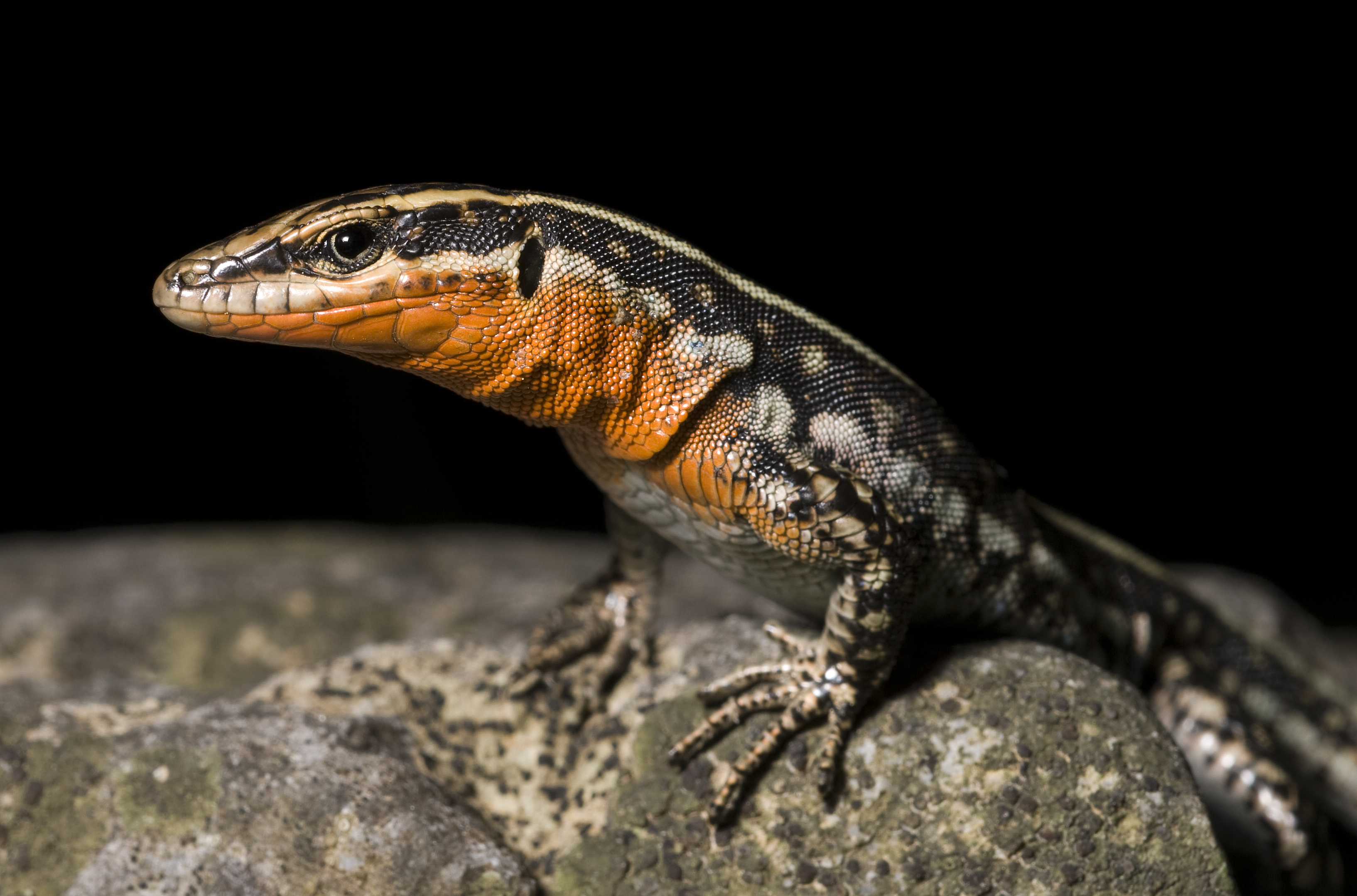
Un Lagarto de Roca de Anatolia en Rodas (Anatololacerta oertzeni)

### Fauna
Las comunidades de Lithophyllum lichenoides forman arrecifes de coral que son un espectáculo para la vista; las algas coralinas están cubiertas de grandes abanicos de gorgonias, coral y una gran variedad de organismos invertebrados a menudo coloridos y cientos de especies de peces.
Estas comunidades albergan esponjas (Porifera), anémonas de mar, medusas (Cnidaria), esteras marinas y fanerógamas (Bryozoa), gusanos segmentados (Annelida), caracoles, bivalvos, calamares y pulpos (Mollusca), estrellas y erizos de mar (Echinodermata), cangrejos, langostas y gambas (Arthropoda) y grupos poco conocidos como Echiura, Priapulida, Sipuncula, Brachiopoda, Pogonophora, Phoronida y Hemichordata.
Entre el millar de especies de invertebrados que se encuentran en el medio marino de la zona costera mediterránea/egea de Rodas destacan las gambas mantis, las langostas zapatilla del Mediterráneo, los pulpos, las sepias, el nudibranquio garabateado, Hypselodoris picta, el nudibranquio borla, el coral precioso, el coral zigzag, la vela púrpura, la medusa mediterránea, centollo espinoso, cangrejo circular, cangrejo de porcelana de púas anchas, concha de pluma noble, vieira de peregrino, liebre de mar de trapo, liebre de mar violeta, hombre de guerra portugués, erizo de mar negro, erizo de mar violeta, erizo de mar de pluma de pizarra de espinas largas, estrella de mar mediterránea, ratón de mar, Barbatia barbata y Parazoanthus axinellae.

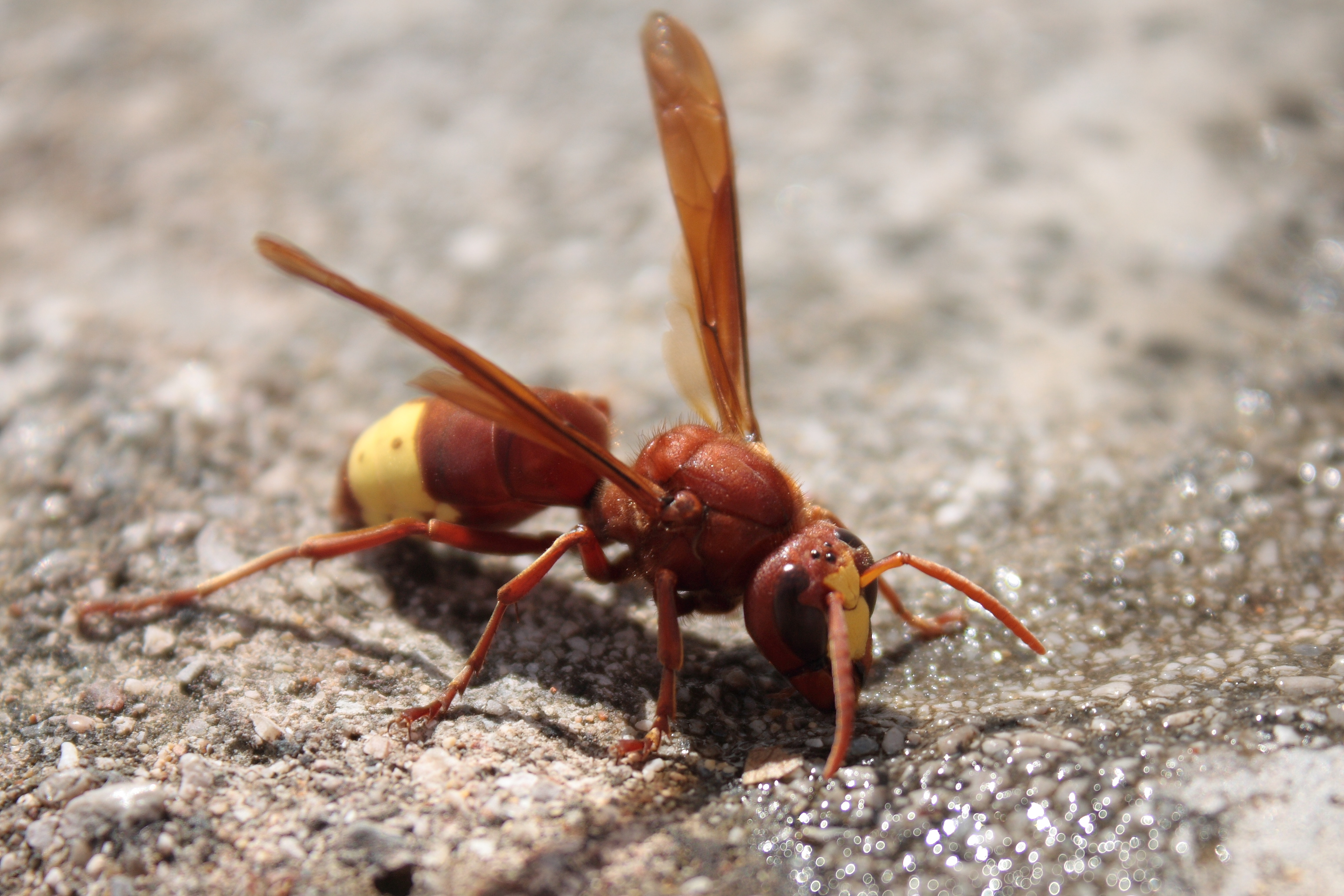
Un avispón oriental (Vespa orientalis) en Lindos, Rodas, Grecia.

Grecia es signataria del Convenio de Berna relativo a la conservación de la fauna y flora silvestres y los hábitats naturales de Europa y de la Directiva sobre hábitats, que protegen la fauna y flora de Rodas.
El cangrejo de agua dulce Potamon potamios se encuentra en Rodas. Es común en Petaloudes. Se han registrado 178 especies y subespecies de moluscos terrestres y de agua dulce en Rodas.
Se han registrado 2.652 especies/subespecies de insectos en Rodas. Los insectos más comunes en Rodas son la cola de golondrina, la libélula escarlata, la mariposa Cleopatra, la mantis religiosa europea, la cigarra, la luciérnaga, la polilla halcón colibrí, la chinche de fuego, el grillo de campo, el grillo arbóreo europeo, el avispón europeo, la avispa cuco, la abeja carpintera y el gorrión rosado.
Rodas cuenta con 24 especies de reptiles. Éstas son: Amphisbaenidae, Blanus strauchi; Cheloniidae, Caretta caretta; Geoemydidae, Mauremys rivulata; Colubridae, Platyceps najadum, Coluber caspius, Coluber gemonensis, Coluber nummifer, Elaphe situla, Natrix natrix, Natrix tessellata, Telescopus fallax; Dermochelyidae, Dermochelys coriacea; Lacertidae, Podarcis erhardii,Anatololacerta oertzeni, Ophisops elegans Lacerta trilineata; Scincidae, Ablepharus kitaibelii, Chalcides ocellatus, Euprepis auratus; Typhlopidae, Typhlops vermicularis; Viperidae, Vipera xanthina; Agamidae, Laudakia stellio; Gekkonidae, Hemidactylus turcicus y Mediodactylus kotschyi.

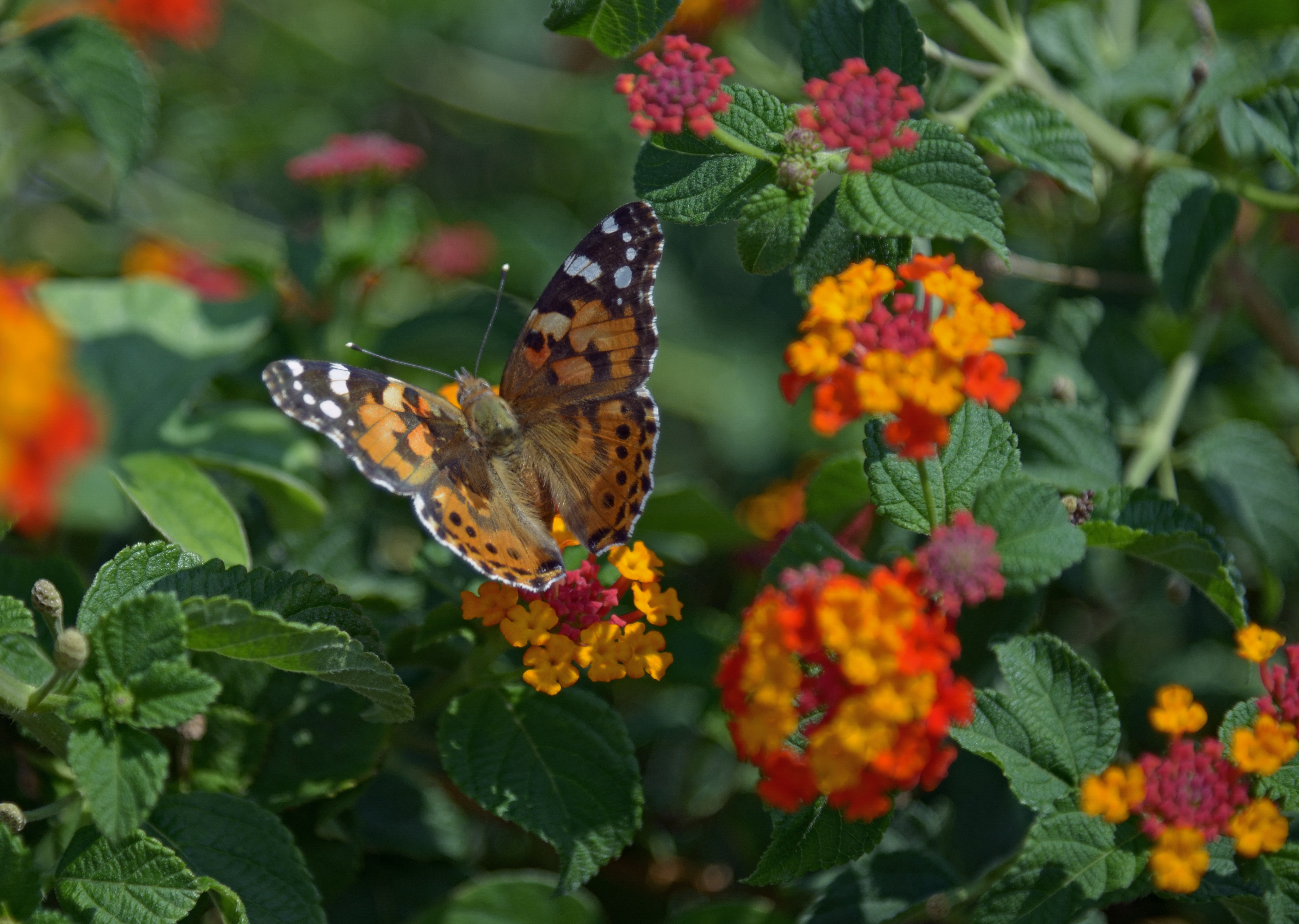
Una Mariposa Vanesa pintada o Vanesa de los cardos (Vanessa cardui) en Rodas

Entre las especies de las que no se tiene constancia se encuentran 8 más: Eryx jaculus, Eirenis modestus, Malpolon monspessulanus, Natrix tessellata, Vipera xanthina, Chamaeleo chamaeleon, Testudo graeca y Testudo hermanni.
Hay 33 especies de mamíferos: Cervidae Dama dama; Erinaceidae Erinaceus concolor, Erinaceus roumanicus; Leporidae Lepus europaeus, Oryctolagus cuniculus; Molossidae Tadarida teniotis; Muridae Apodemus flavicollis, Apodemus mystacinus, Apodemus sylvaticus, Mus domesticus, Rattus rattus; Mustelidae Martes foina, Meles meles; Phocidae Monachus monachus; Rhinolophidae Rhinolophus blasii, Rhinolophus euryale, Rhinolophus ferrumequinum, Rhinolophus hipposideros; Soricidae Crocidura suaveolens, Suncus etruscus; Vespertilionidae Eptesicus bottae, Hypsugo savii, Miniopterus schreibersii, Myotis blythii, Myotis emarginatus, Myotis myotis, Pipistrellus kuhlii, Pipistrellus pipistrellus, Plecotus austriacus.
Los fósiles hallados en la isla indican que estuvo habitada por una especie de elefante enano del género Palaeoloxodon durante el Pleistoceno tardío.

### Desastres naturales
En julio de 2008 se declaró un gran incendio en la isla, que comenzó en el pueblo de Agios Isidoros. Se informó de que la causa del incendio fue el intento de un aldeano de quemar hierba y ramas muertas en su campo con una temperatura ambiente de 36 grados centígrados y vientos de 6 Beaufort.

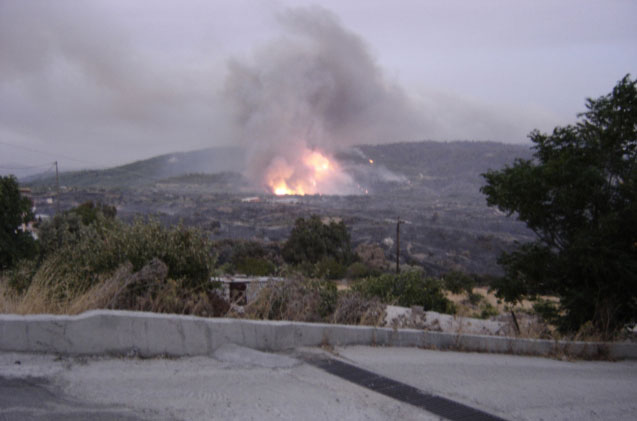
Incendio en Rodas en 2018

El incendio se propagó rápidamente y en sus seis días de duración quemó un total de 120.000 acres de pinar y cultivos. Dos helicópteros y nueve aviones de extinción operaron desde el aire en los focos. En las operaciones terrestres participaron autobombas del cuerpo de bomberos, pequeños vehículos de la organización local de lucha contra incendios forestales y grupos de voluntarios. Aunque, en un principio, el uso de medios antiincendios estaba prohibido por el Ayuntamiento de Rodas del Sur, los habitantes de Agios Isidoros utilizaron con éxito esta técnica a 10 km de su pueblo, impidiendo que el fuego llegara hasta él.
Hechos similares ocurrieron en el verano de 2023, cuando se estima que se quemaron más miles de hectáreas de tierra durante los muchos días con muchos focos de incendio muy separados que se produjeron en la isla.
Rodas, como toda la zona circundante de la cuenca mediterránea, se ve afectada ocasionalmente por terremotos de intensidad media y alta. En la mañana del 15 de julio, hacia las 06:45,un sismo sacudió violentamente la isla con una magnitud de 6,4; no se produjeron daños significativos. El epicentro se situó en la zona marítima frente a Lindos.

### Geología
Rodas es la isla más grande del complejo insular del Dodecaneso, en el sudeste del mar Egeo. Debido a su estructura geológica se caracteriza por un porcentaje relativamente alto de costas deposicionales. Las costas deposicionales del noroeste de la isla de Rodas han experimentado una fuerte erosión en los últimos años. erosión durante las últimas décadas, debido a una disminución progresiva de la de sedimentos, debido principalmente a las actividades humanas a lo largo de la costa y en el interior. interior. La extensa erosión tiene importantes repercusiones medioambientales y socioeconómicas, ya que en la zona costera se han desarrollado importantes afectaciones. Se realizaron observaciones geomorfológicas costeras y se analizó la dinámica costera y Se han realizado observaciones geomorfológicas del litoral y se ha estudiado la dinámica costera y sedimentaria en algunos puntos de las costas noroccidentales.
Para proteger las costas erosionadas, los ingenieros sugieren normalmente "obras duras", como construcciones paralelas o normales a la costa, obras de estabilización, etc.

## Demografía

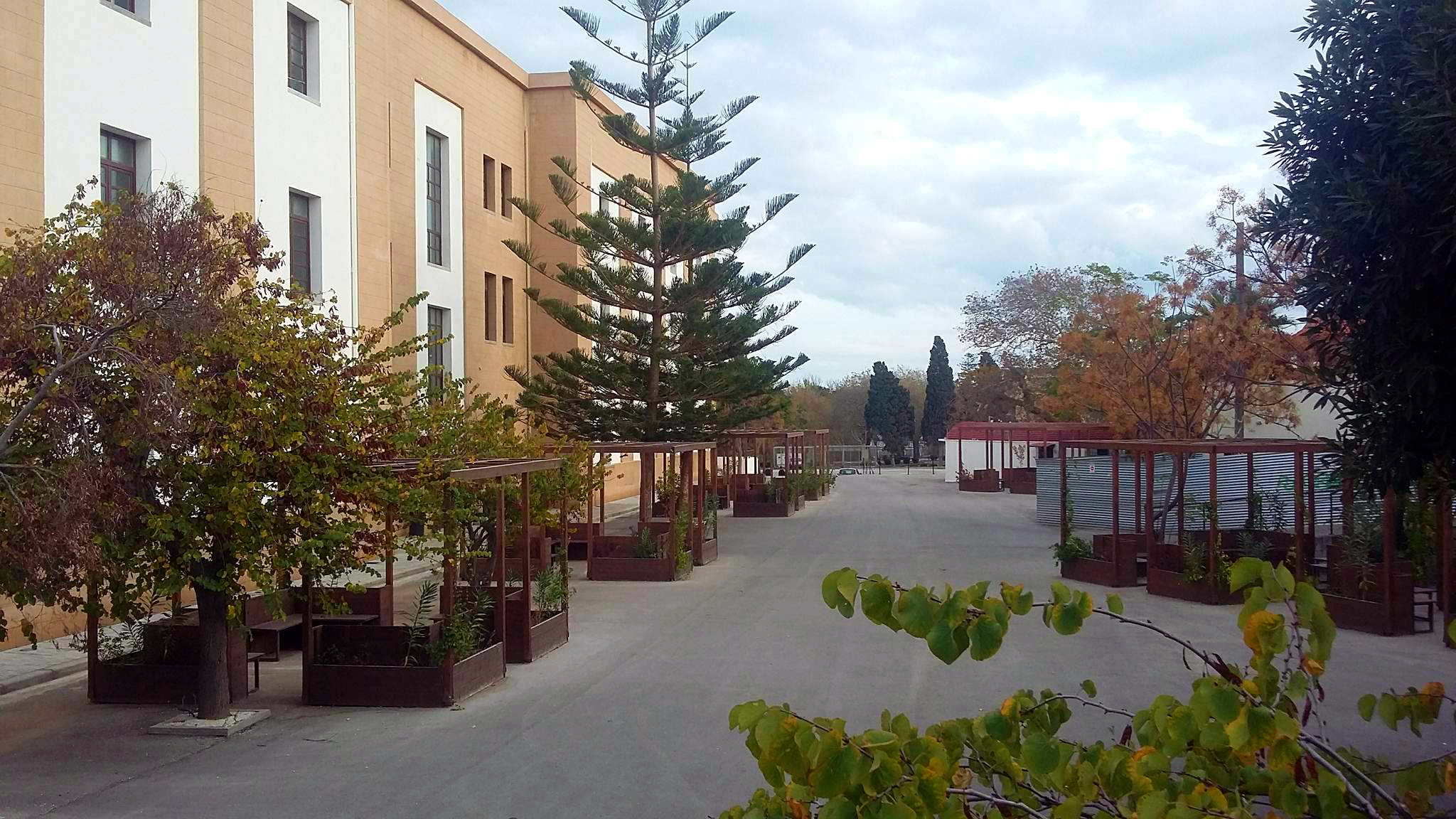
Universidad del Egeo en Rodas

### Educación
La Facultad de Humanidades de la Universidad del Egeo funciona en Rodas con 3 departamentos:
- El Departamento de Educación Primaria.[57]
- El Departamento de Educación Primaria de la Facultad de Educación Primaria.[58]
- El Departamento de Educación Primaria y Preescolar y Cuidado y Diseño. El Departamento de Estudios Mediterráneos.[59]

La Escuela Superior de Enseñanza Turística de Rodas ocupa un lugar destacado en la enseñanza superior, ya que la isla tiene una clara orientación turística y sus titulados están llamados a dotar de personal a las grandes unidades hoteleras y a todo tipo de unidades turísticas de Rodas y de toda Grecia.

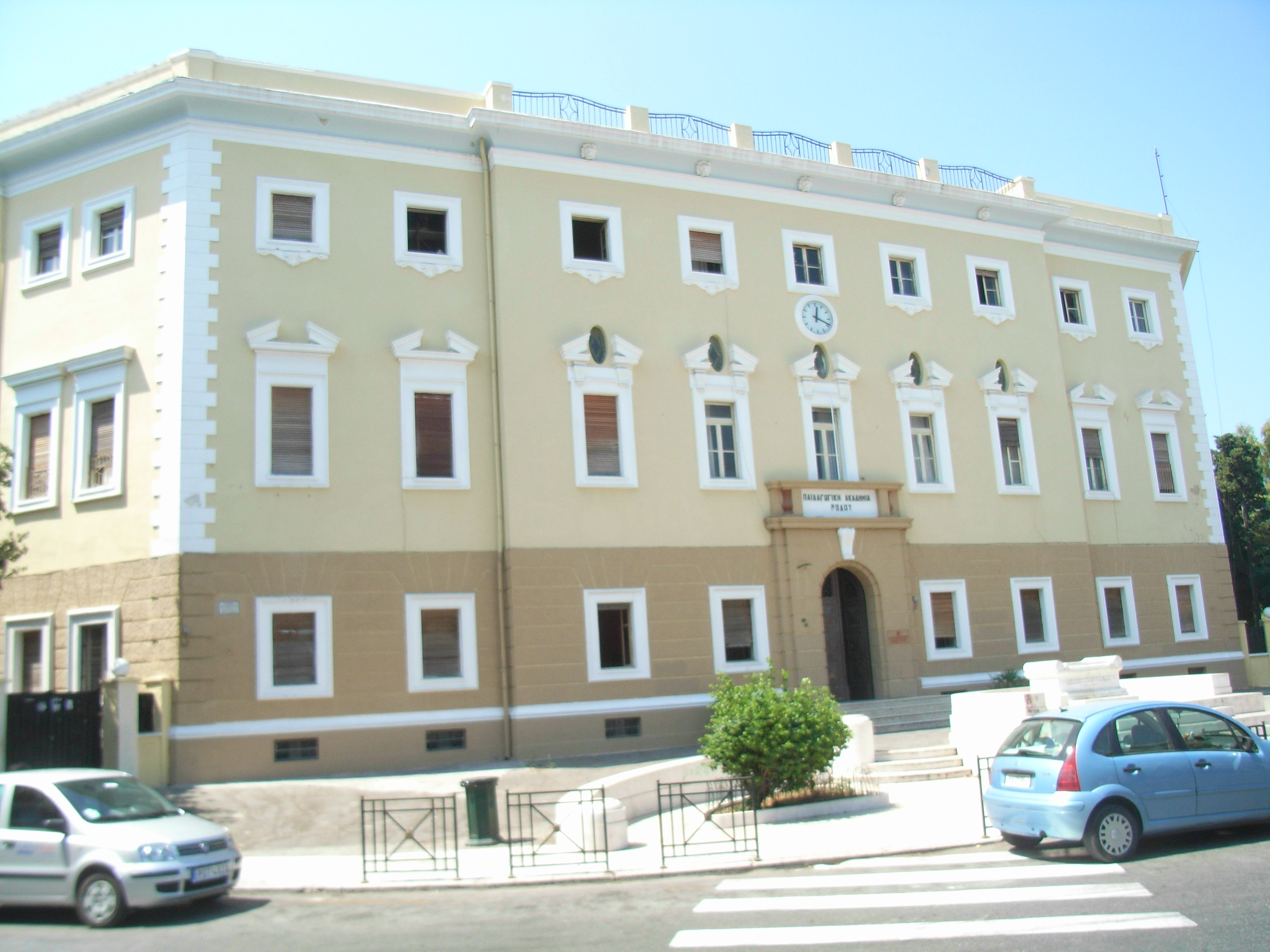
Escuela solo para Chicos en Rodas, diseñada por el Arquitecto italiano Carlo Buscaglione

Desde 2012 funciona en Afandou una sucursal de la Escuela Superior de Educación Pedagógica y Tecnológica (A.S.P.A.T.E.), que ofrece dos programas anuales: el Programa Anual de Formación Pedagógica (E.P.P.P.K.) y el Programa de Especialización en Asesoramiento y Orientación (P.E.SY.P.).
En Rodas hay varios Institutos de Formación Profesional (IFP): un IEK público, el IEK de la OAED, el IEK de la Organización de Educación y Formación Turística (O.T.E.K.), pero también IEK privados (los locales Anko y Artium y las sucursales del City Unity College (Estudios Avanzados de Turismo y Tecnología) y el IEK Akmi).
En Rodas hay 2 escuelas privadas que cubren totalmente los dos niveles de enseñanza secundaria y primaria (jardín de infancia, primaria, secundaria y bachillerato). En la enseñanza primaria pública hay unas 40 guarderías, 20 de ellas en la ciudad de Rodas, y otras tantas escuelas primarias, 16 en la ciudad. En la enseñanza secundaria pública hay 17 institutos, 7 de ellos en la ciudad. También hay 2 institutos nocturnos: 1 en la ciudad de Rodas y 1 en Arcángelos. Hay 9 liceos generales, con 4 en la ciudad y 2 liceos generales nocturnos, con 1 de ellos en la ciudad. Hay 4 Liceos Profesionales (EPAL), 2 en la ciudad y hay 1 EPAL nocturno, también en la ciudad. También hay Escuelas de Formación Profesional (EPAS) de la OAED, 2 Escuelas de Formación Profesional (EFP) y una Escuela de Música (Gimnasio con clases de Liceo).
La educación especial está totalmente cubierta por un jardín de infancia especial, 3 escuelas primarias especiales, el Gimnasio Profesional Especial (Escuela Profesional Técnica de Educación Especial) y el Laboratorio de Educación y Formación Profesional Especial (E.E.E.E.K.), todos ellos en la ciudad de Rodas.

Por último, también hay 1 Escuela de Segunda Oportunidad (S.D.E.) en la ciudad.

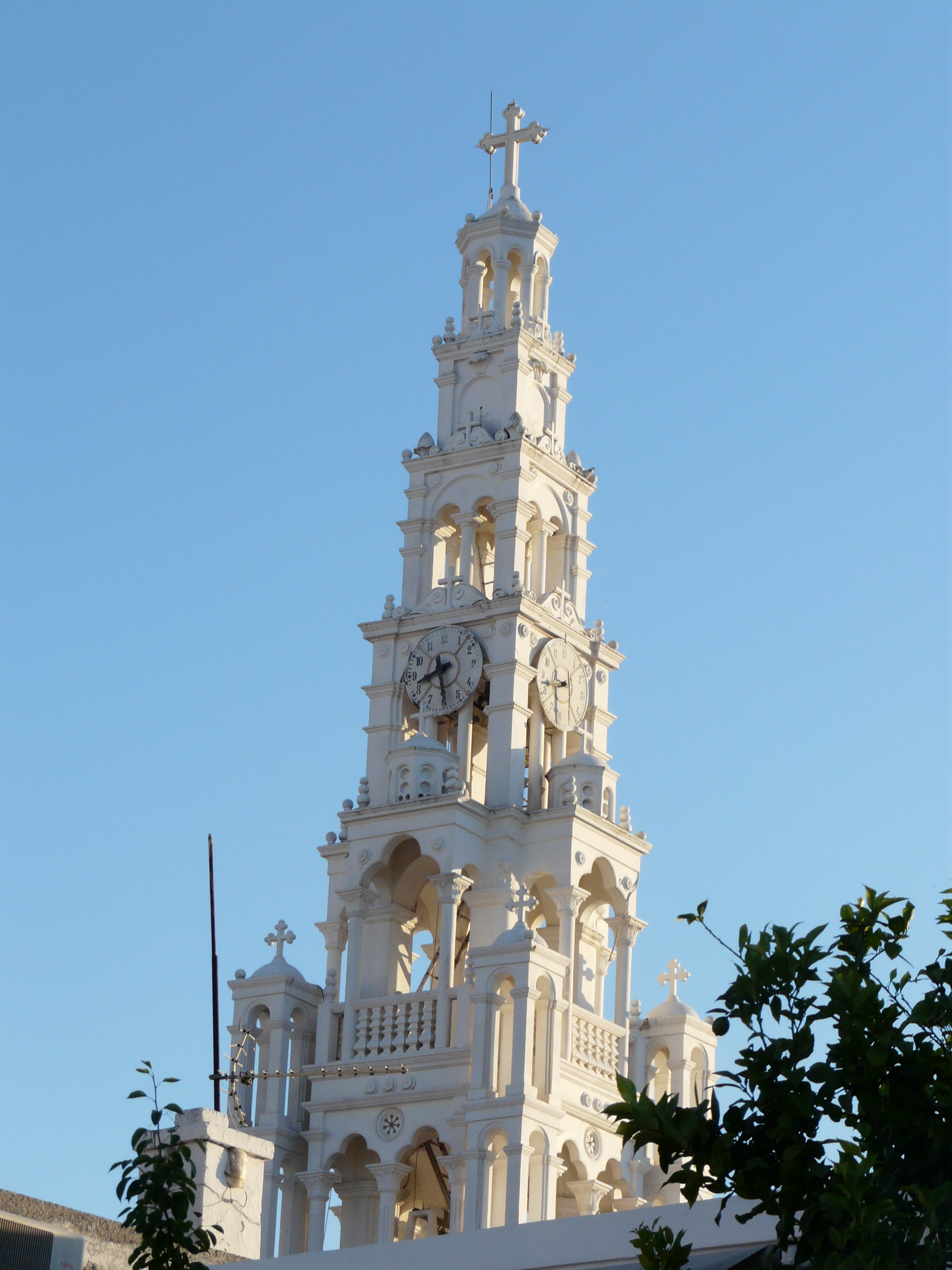
Iglesia de San Miguel Arcángel en Rodas

### Religión
La religión predominante es el Cristianismo siendo la denominación más seguida la Iglesia griega ortodoxa; la isla es la sede de la Metrópolis de Rodas.
En la isla hay una minoría cristiana católica de 2.000 habitantes, muchos de ellos descendientes de italianos que permanecieron en la isla tras el fin de la ocupación italiana, atendidos pastoralmente por la archidiócesis católica romana de Rodas.
Rodas cuenta con una minoría musulmana turca, que incluye a musulmanes griegos cuyos antepasados de Creta y el Dodecaneso se convirtieron al islam en la época otomana. Aunque son un vestigio de la época turca otomana, en el intercambio de población de 1923-24 no se les exigió que se reasentaran en Turquía, como a las comunidades turcas, griegas y otras comunidades musulmanas que vivían principalmente en Macedonia y otras partes del norte de Grecia, porque, a diferencia de estas zonas, las islas del Dodecaneso estaban entonces bajo administración italiana. Se organizan en torno a la Asociación Turca de Rodas (en turco: Rodos Türk Derneği), que cifra en 3.500 la población que aglutinan y representan para la isla. El número de turcos en Rodas podría ascender a 4.000.
La comunidad judía de Rodas se remonta a 2.300 años. La sinagoga Kahal Shalom, fundada en 1557, durante la época otomana, es la más antigua de Grecia y sigue en pie en el barrio judío (La Judería) del casco antiguo de Rodas. En su apogeo, en la década de 1920, la comunidad judía representaba un tercio de la población total de la ciudad. En la década de 1940, había unos 2.000 judíos de diversos orígenes étnicos. Los nazis deportaron y mataron a la mayor parte de la comunidad durante el Holocausto. Kahal Shalom ha sido renovada con la ayuda de donantes extranjeros, pero hoy en día son pocos los judíos que viven todo el año en Rodas, por lo que los servicios no se celebran con regularidad.

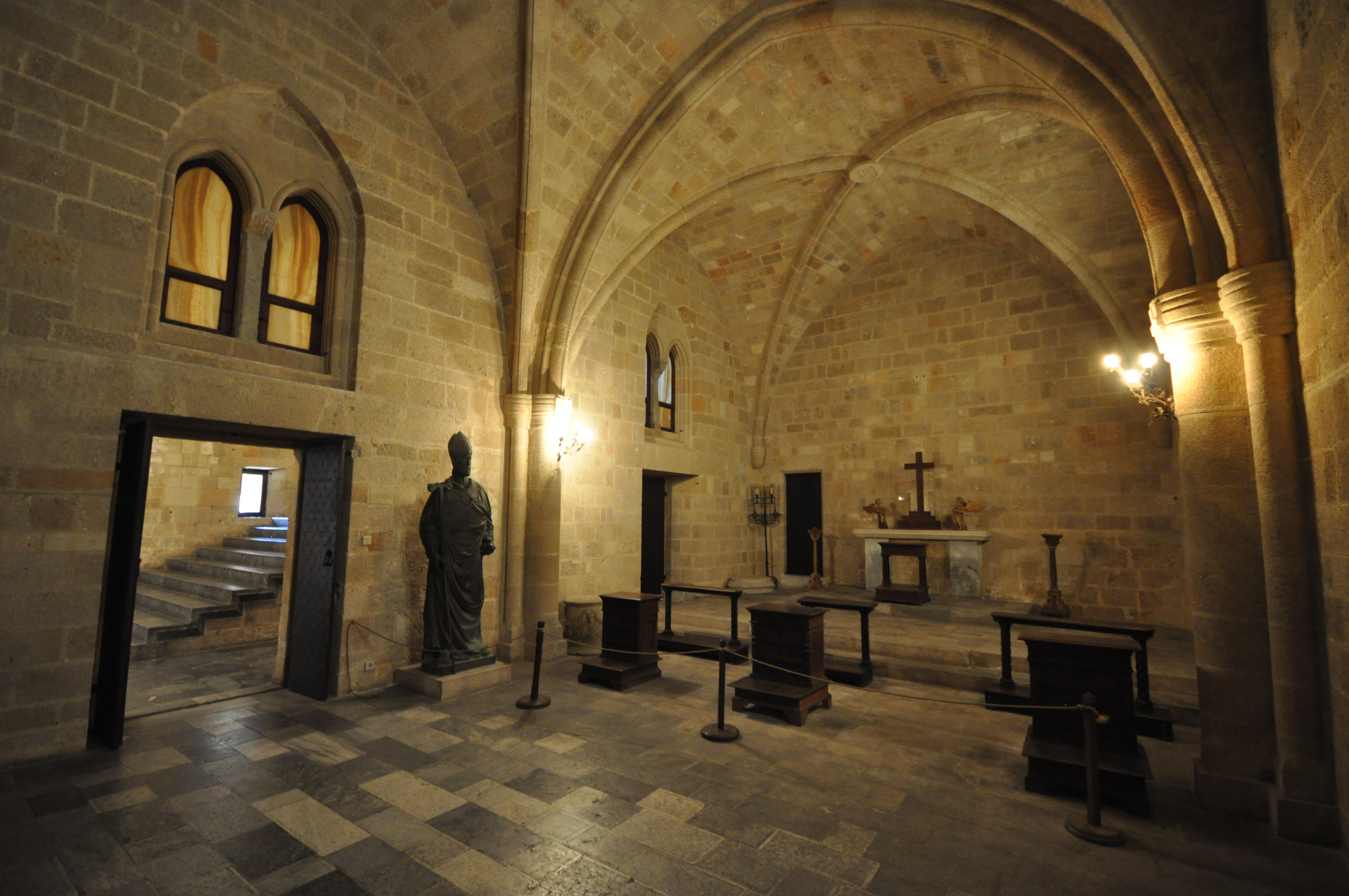
Capilla Católica del Palacio del Gran Maestre de los Caballeros de Rodas

El Museo Judío de Rodas se creó en 1997 para preservar la historia y la cultura judías de Rodas. Se encuentra junto a la sinagoga Kahal Shalom.
El padre del empresario y político congoleño y exgobernador de Katanga, Moïse Katumbi, Nissim Soriano, era un judío sefardí griego que huyó de Rodas en 1938 y se instaló en Katanga, en el Congo, colonia belga en aquella época.

### Salud
Rodas, conocida por sus hermosas playas y ruinas antiguas, presume de un sistema sanitario bien desarrollado. En caso de emergencia, es importante conocer la ubicación de los hospitales, centros de urgencias y farmacias más cercanos. El principal hospital de la ciudad, el Hospital General de Rodas, está situado en el centro de la ciudad y ofrece atención de urgencias las 24 horas del día. Para necesidades de atención urgente, la Clínica Euromedica y el centro de salud Ialysos son excelentes opciones. Hay farmacias por toda la ciudad, pero las más céntricas son las de Mega Pharma y Abacus.
En caso de urgencia, está disponible un servicio público de ambulancias (166), que permite un traslado rápidamente al hospital más cercano. Familiarizarse con el sistema sanitario puede dar tranquilidad a los viajeros y garantizar un acceso rápido a la atención médica en caso necesario.
El Centro Médico de Rodas (Edificio KRITO), con sede en la isla de Rodas (Grecia), ha venido prestando servicios sanitarios de alta calidad desde su creación en 1999. Siendo el principal y único Centro Médico de la isla de Rodas que cuenta con 12 médicos especializados en diversos campos. Todos los pacientes tratados en Rhodes Medical Care reciben una atención médica rápida, y profesional  con un personal multilingüe. 
El centro de salud del Rhodes College está situado en el Moore Moore Wellness Center con la entrada principal en el lado este del edificio a lo largo de Thomas Lane. El acceso para minusválidos está disponible en el lado sur del centro de salud, el más cercano al Refectorio.
Los estudiantes pueden desarrollar su especialidades para una amplia gama de necesidades médicas, como estreptococos, gripe, tratamiento de infecciones otorrinolaringológicas y algunos análisis de laboratorio internos, así como para obtener una receta.

## Economía

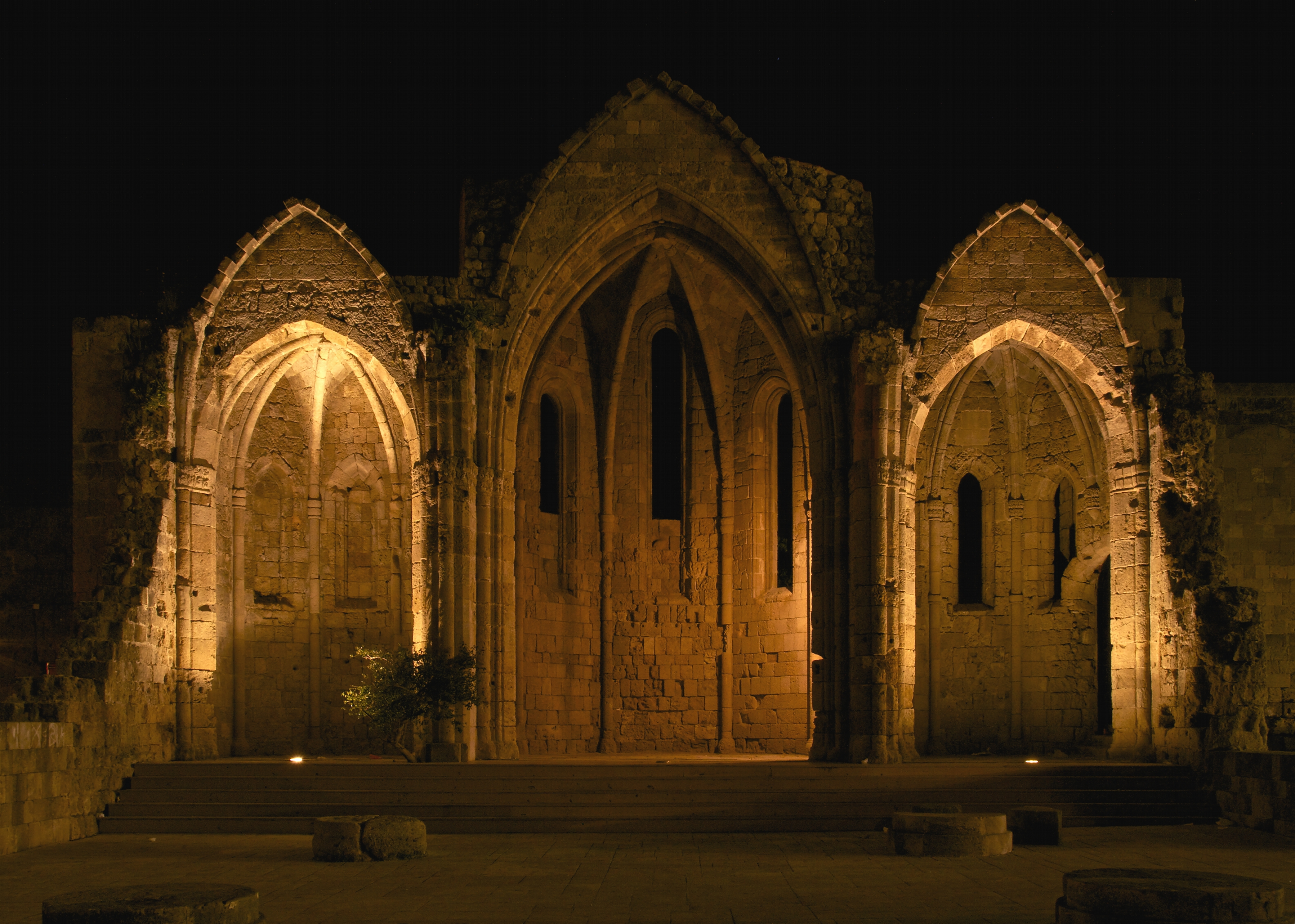
Iglesia de la Virgen del Burgo, en ruinas es un templo católico construido por los Cruzados en Rodas y data del

### Turismo
Junto con Creta, Rodas es una de las regiones turísticas más importantes de Grecia. La temporada va de principios de mayo a finales de octubre. El turismo tiende a concentrarse en la mitad norte de la isla, pero el sur se está desarrollando cada vez más turísticamente.
Alrededor de la mitad de los habitantes de la isla viven en la ciudad principal de Rodas, el centro turístico situado en el extremo norte de la isla. El casco antiguo, con el Palacio del Gran Maestre y las poderosas murallas de la ciudad, ha sido declarado Patrimonio de la Humanidad por la UNESCO. El palacio alberga mosaicos y una copia del Grupo Laocoonte, entre otras cosas. Las playas turísticas de la ciudad se encuentran principalmente en la costa oeste.

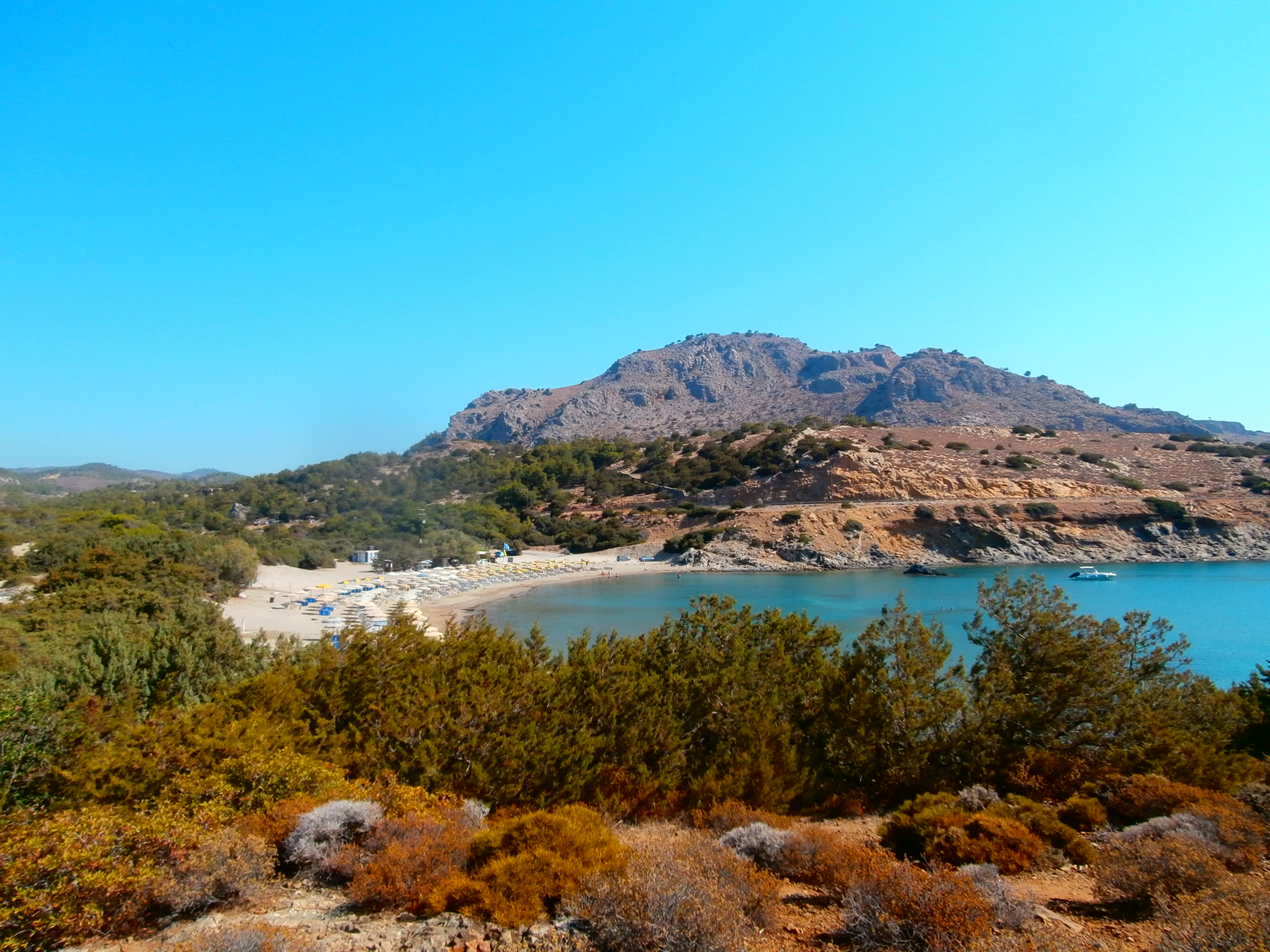
Playa de Glystra al sur de Lardos en Rodas

Vista desde la ciudad de Rodas, casi toda la costa oeste hasta Ialysos es una cadena de hoteles, discotecas y bares. En Trianda (en 1967 todavía un tranquilo pueblecito, que según su nombre constaba de 30 villas de veraneo aún existentes en la carretera costera) se puede desviar a Filerimos, un complejo de los franciscanos italianos, así como a las ruinas de Ialysos.
En el noroeste de la isla, ligeramente hacia el interior, se encuentra el Valle de las Mariposas (πεταλούδες, Petaloudes), que puede visitarse pagando una entrada. El oso ruso, también conocido como  (Euplagia quadripunctaria), que pertenece a la familia de las polillas del oso, se puede encontrar en gran número en este valle. La razón es que este valle está colonizado por una importante presencia del árbol del ámbar oriental (Liquidambar orientalis), cuyo olor resinoso atrae a las mariposas. El arlequín moteado se reconoce sobre todo por el color rojo vivo de la parte inferior de las alas. La población ha disminuido drásticamente en los últimos años, ya que las mariposas no han podido descansar durante el día debido a los turistas con el fin de reunir la energía necesaria para aparearse por la noche.

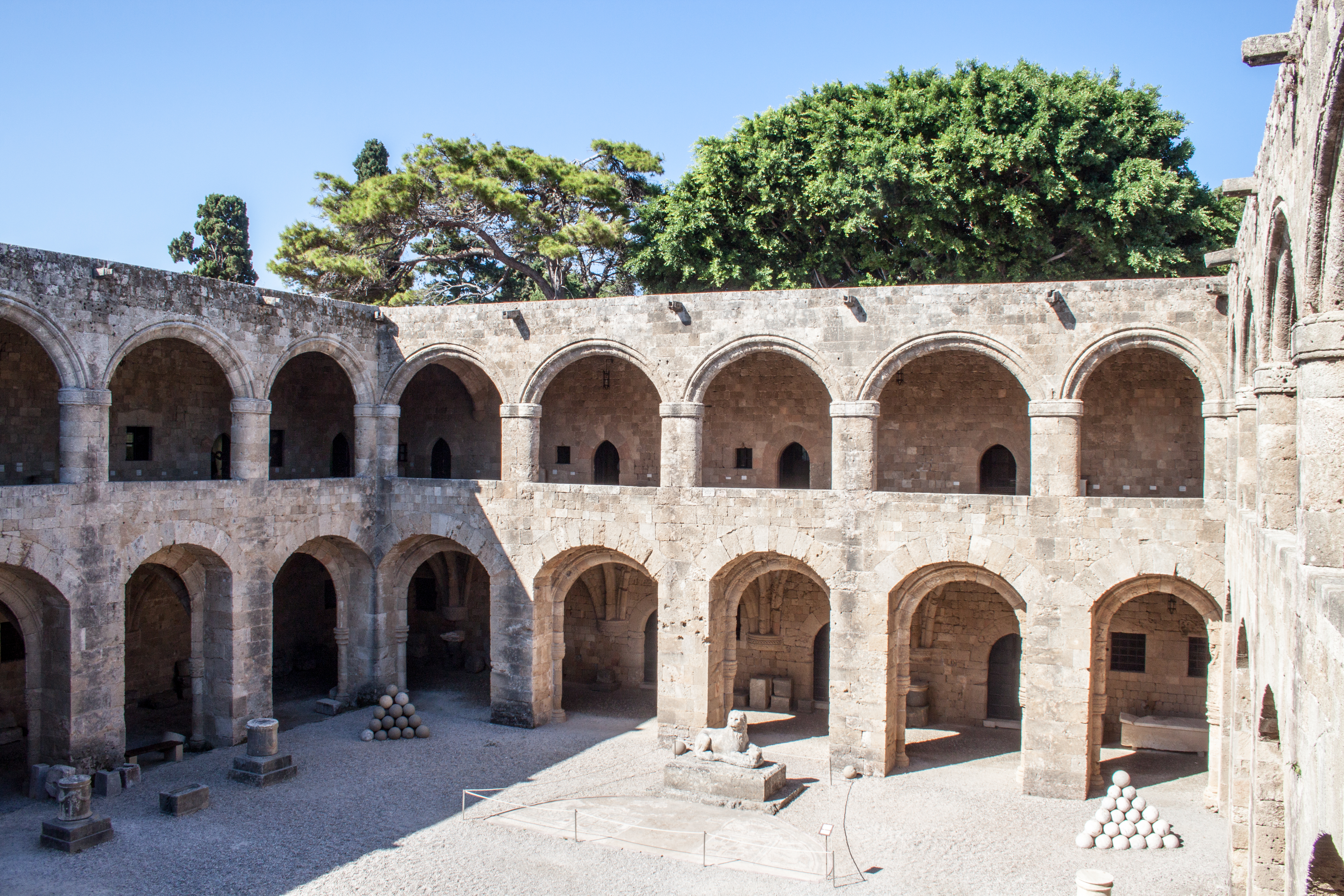
Museo Arqueológico de Rodas

También en el lado oeste de la isla se encuentran las ruinas de la ciudad de Kameiros.
Más al sur, directamente en la costa, se encuentra uno de los tres puntos donde los Caballeros de San Juan defendían su isla. Las ruinas de Monolithos, con los restos del antiguo castillo, que más tarde albergó un monasterio, están situadas en una cúpula rocosa cuyos acantilados se elevan hasta 240 metros de altura. Aún se conserva allí una pequeña capilla.
El centro del turismo está en la parte oriental de la isla. La razón son las condiciones climáticas, ya que el viento y el oleaje son mucho más fuertes en el lado occidental.
En la costa oriental, al sur de la ciudad de Rodas, se encuentran los baños termales de Kallithea, reconstruidos y reabiertos en el verano de 2007. Un poco más al sur se encuentra la región de Faliraki, baluarte del turismo. La ciudad era un pequeño pueblo en 1970. La ciudad no tiene nada que ofrecer a los visitantes interesados en la cultura y la historia.

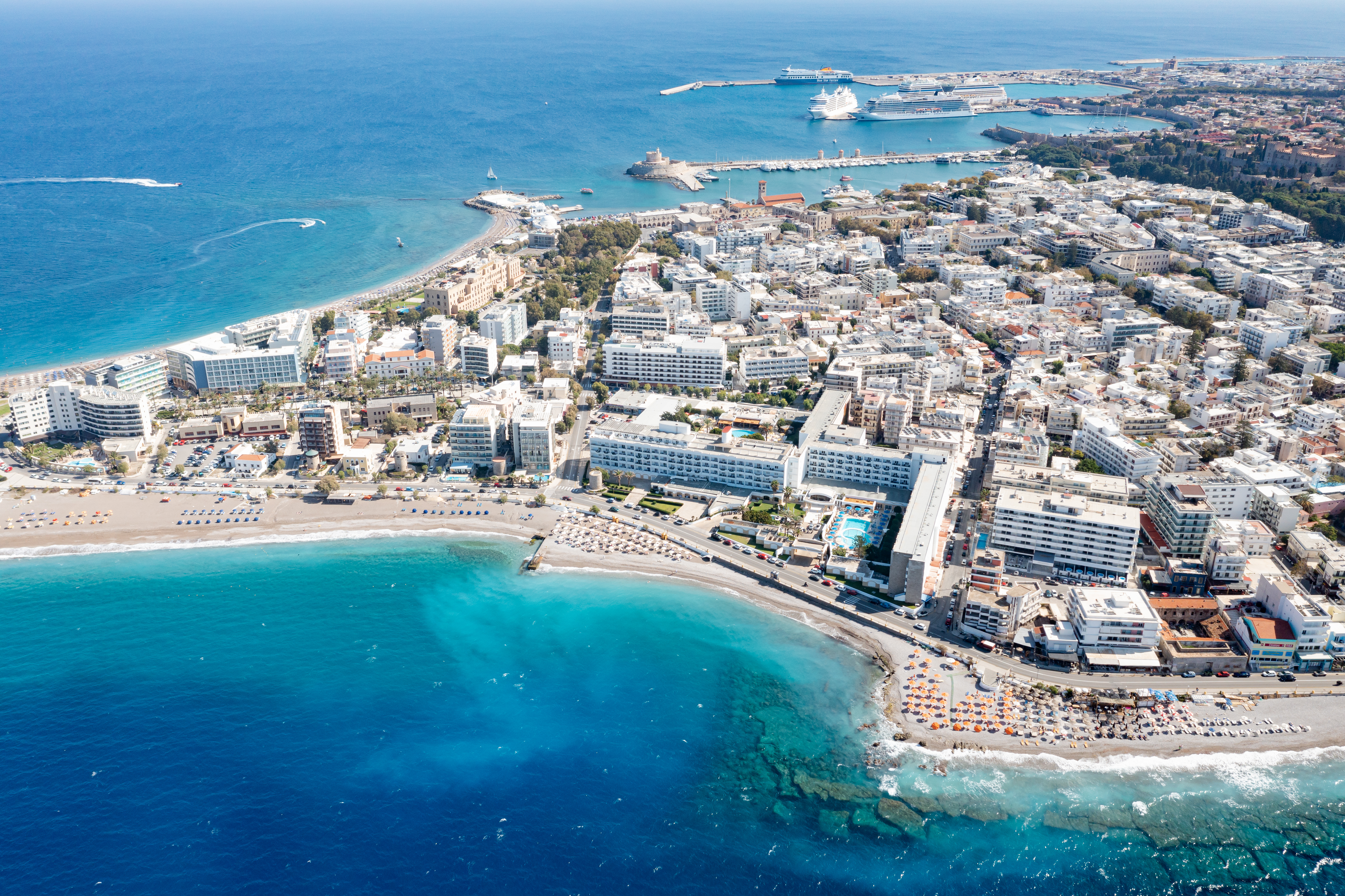
Vista aérea de la ciudad nueva de Rodas

Uno de los lugares más visitados de la isla es la ciudad de Lindos, con su Acrópolis. Se puede visitar pagando una entrada y es la acrópolis más visitada de Grecia después de la Acrópolis de Atenas. Merece la pena visitar las numerosas casas de los capitanes y la iglesia de Santa María, con sus numerosos frescos.
Más al sur, a lo largo de la carretera costera, se encuentran centros turísticos (Kolymbia, Gennadi). En Kattavia se llega al desvío a Prasonisi, una península unida al extremo sur de la isla de Rodas por un banco de arena que a veces es arrastrado por el mar.

## Transporte

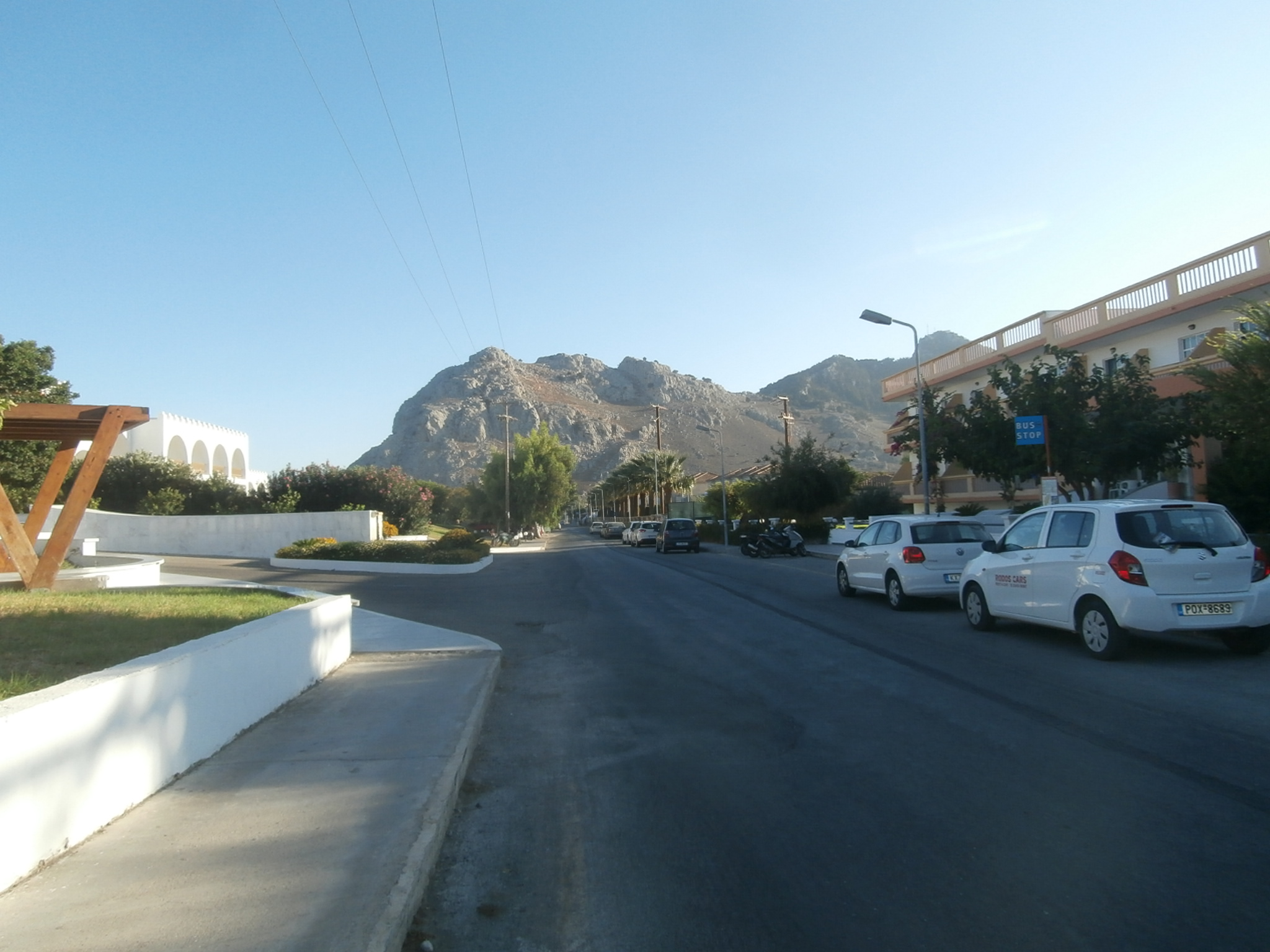
Una estación de Bus en un Hotel en Kolympia, Rodas

Rodas tiene dos aeropuertos, pero sólo uno es público. El aeropuerto de Diagoras, al suroeste de la ciudad de Rodas, es el cuarto de Grecia por volumen de pasajeros y el principal punto de entrada y salida de la isla, tanto para los habitantes como para los turistas. La isla está bien comunicada con otras grandes ciudades e islas griegas, así como con las principales capitales y ciudades europeas a través de vuelos chárter. Hasta 1977, el aeropuerto de Rodas Maritsa, construido en 1938, era público; ahora lo utilizan las Fuerzas Aéreas Helénicas y, ocasionalmente, carreras de autos.

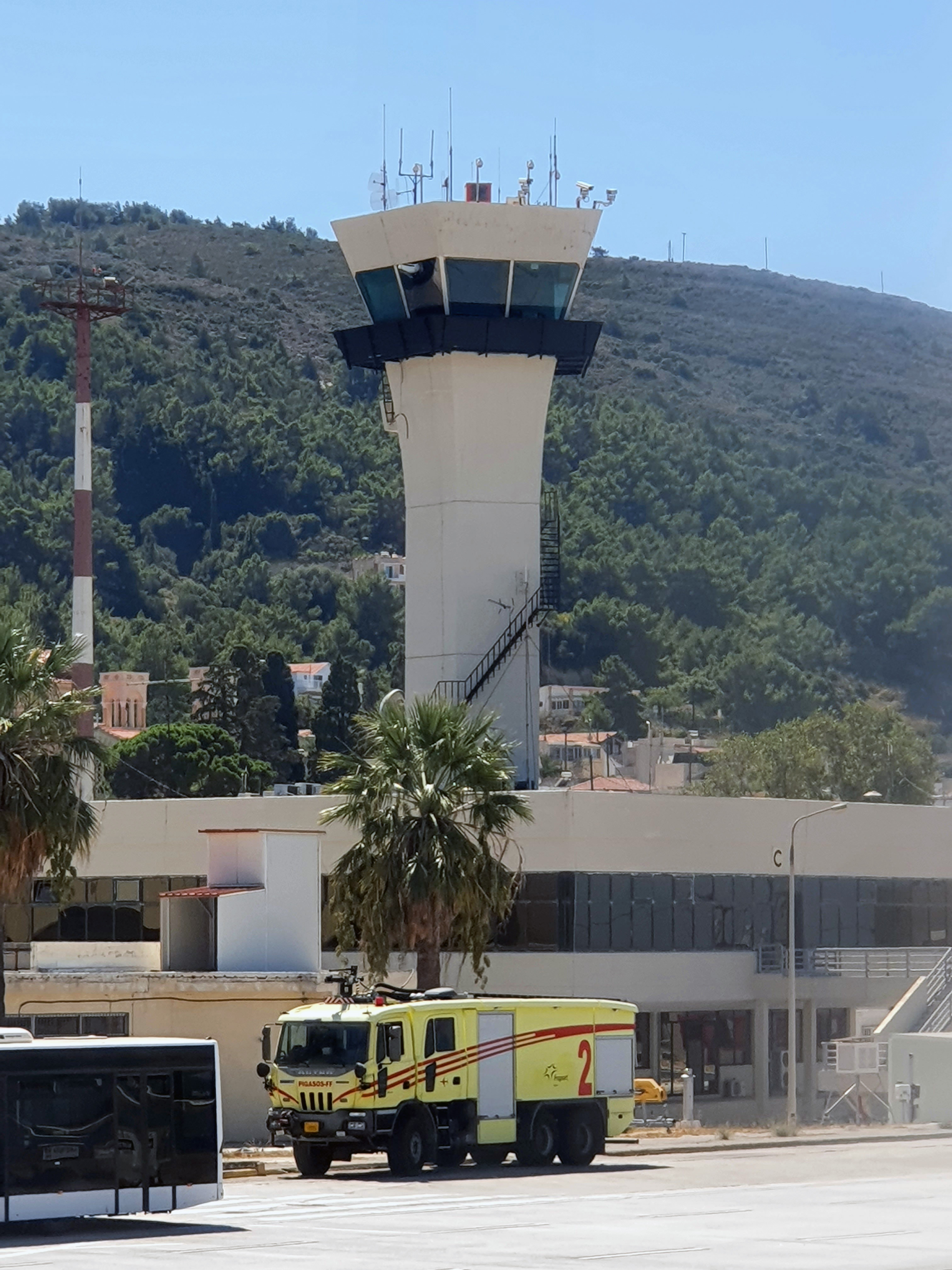
Aeropuerto Internacional de Rodas

También hay dos aeródromos inoperativos. El aeródromo de Kalathos, al norte de Lindos, y la pista de aterrizaje de Kattavia, al sur de la isla, fueron construidos por los italianos durante la Segunda Guerra Mundial. Ninguno de los dos sigue operativo.
Dos escuelas de pilotos ofrecen servicios de aviación (alquiler de avionetas y viajes de isla en isla).
Rodas cuenta con cinco puertos, tres de ellos en la ciudad de Rodas, uno en la costa oeste, cerca de Kamiros, y otro en la costa este, cerca de Lardos.
- Puerto Central: situado en la ciudad de Rodas atiende exclusivamente tráfico internacional consistente en servicios regulares hacia/desde Turquía, cruceros y yates. Desde el verano de 2012, el puerto es también puerto base de Costa Cruceros durante el periodo estival.
- Puerto de Kolona: enfrente y al norte del puerto central, sirve al tráfico intradecanes y a yates de todos los tamaños.[75]
- Puerto de Akandia: el nuevo puerto[76] de la isla, al sur y junto al puerto central, en construcción desde la década de 1960, para tráfico nacional, de carga y de uso general. Desde el verano de 2017 se utiliza por fin una terminal de pasajeros que alberga una cafetería y salas de espera.[77]
- Puerto de Mandraki: el puerto más antiguo de la isla,[78] en el centro de la ciudad de Rodas. Muchos cruceros inician sus viajes diarios a la isla de Symi o a la costa este del sur hasta Lindos.[79]
- Muelle de Kamiros Skala:[80] A 30 km al suroeste de la ciudad, cerca de las ruinas de la antigua Kamiros, sirve principalmente a la isla de Halki.

- Una estación de Bus en un Hotel en Kolympia, RodasMuelle de Lardos:[81] antiguamente prestaba servicio a las industrias locales, ahora se está desarrollando como puerto alternativo para cuando el puerto central es inaccesible debido a las condiciones meteorológicas. Está situado en una costa rocosa cerca del pueblo de Lardos, en el sureste de Rodas.

La red de carreteras de la isla está pavimentada en su mayor parte y consta de 3 carreteras nacionales más una prevista, 40 provinciales y numerosas locales. Estas son las cuatro arterias principales de la isla
- Avenida provincial Rodas-Kamiros: Carretera provincial 2 hasta el pueblo de Kalavarda y 21 desde allí hasta Kamiros con dos carriles que recorre la costa oeste de norte a sur y conecta la ciudad de Rodas con el aeropuerto de Diagoras y Kamiros.
- Avenida Nacional Rodas-Lindos (Carretera Nacional Griega 95): De cuatro y dos carriles, discurre principalmente por el interior de norte a sur y conecta la ciudad de Rodas con Lindos. Parte desde la ciudad de Rodas hasta Kolympia es ahora de 4 carriles, el resto hasta Lindos es de 2 carriles.

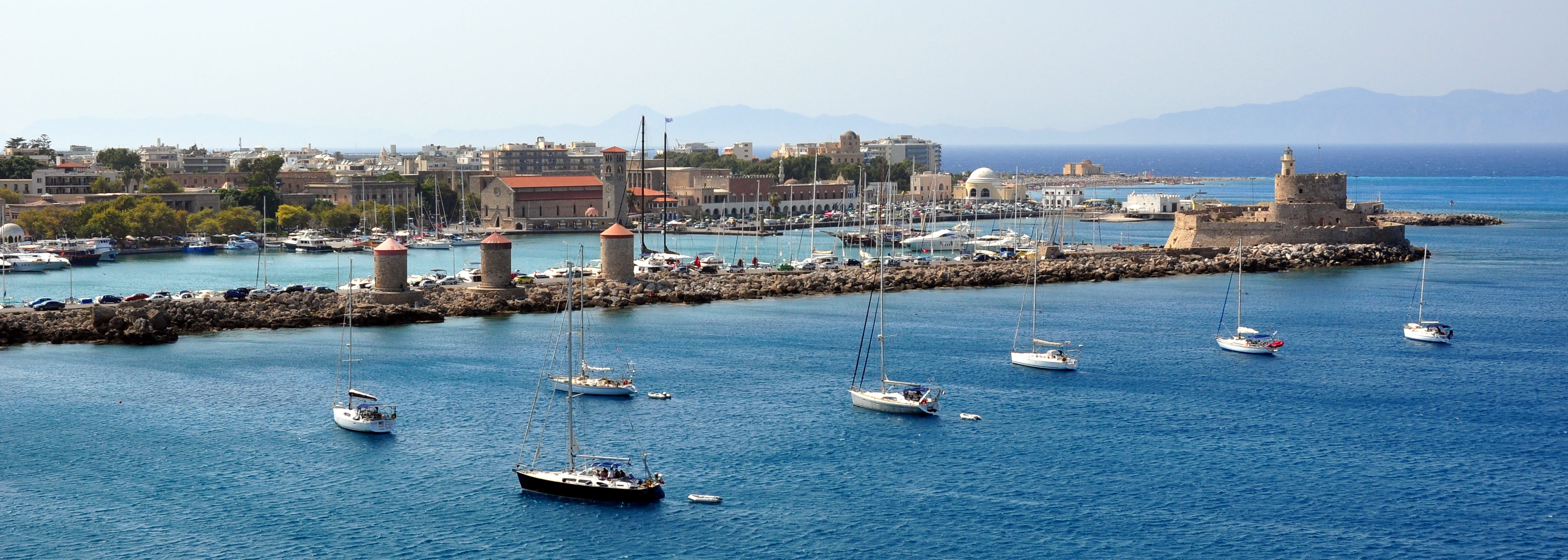
Puerto de Rodas

- Puerto de RodasAvenida 4 de la provincia de Rodas-Kallithea-Faliraki: Dos carriles, recorre la costa este de norte a sur y conecta la ciudad de Rodas con el monumento de Kallithea y el centro turístico de Faliraki.
- Avenida Nacional Tsairi-Aeropuerto (Carretera Nacional Griega 100): De cuatro y dos carriles, discurre por el interior de este a oeste y conecta la costa oriental con la occidental y el aeropuerto.
- Carretera provincial 1 Lindos-Katavia: de dos carriles, comienza justo antes de Lindos y, a través de pueblos y centros turísticos, conduce al pueblo de Katavia, el más meridional de la isla, desde donde un nuevo desvío lleva a Prasonissi.

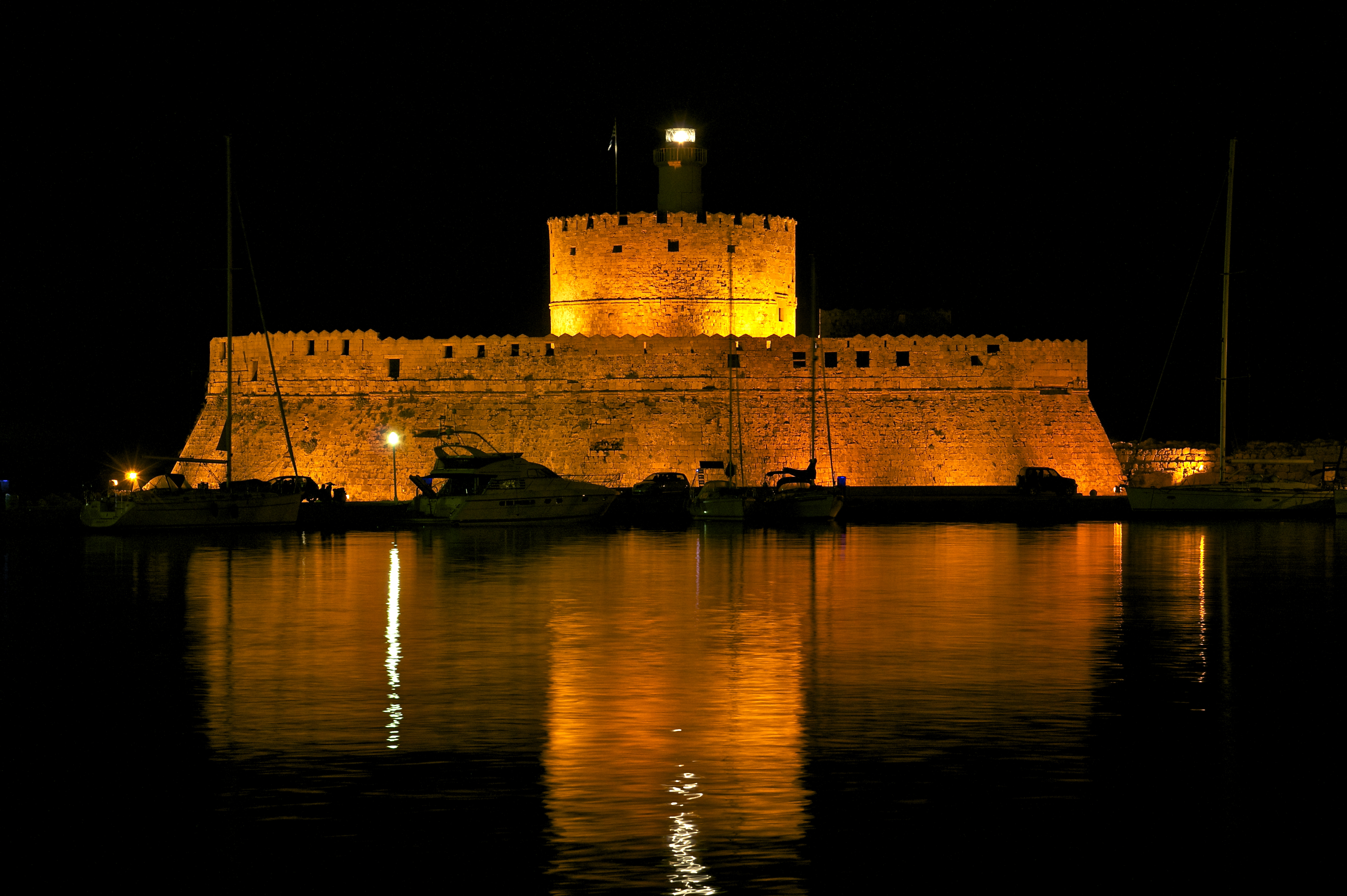
Faro del Fuerte de San Nicolás, Rodas

- Faro del Fuerte de San Nicolás, RodasCarretera de circunvalación de Rodas (fase 1): Empezando en el nuevo puerto deportivo y terminando en la avenida de la provincia de Rodas-Kallithea, es una autopista de cuatro carriles.

Los servicios de autobús corren a cargo de dos operadores:
- RODA: Empresa municipal de autobuses[83] que presta servicio a la ciudad de Rodas, así como a las zonas suburbanas (Koskinou, Faliraki, Ialysos, Kremasti, Aeropuerto, Pastida, Maritsa, Paradeisi) y a la costa oeste de la isla.
- KTEL: Empresa de transporte privada[84] de responsabilidad limitada que presta servicio a los pueblos y centros turísticos de la costa este de la isla.

Las familias de Rodas suelen tener más de un auto, además de una moto. Los atascos son habituales, sobre todo en verano, cuando los vehículos se duplican y las plazas de aparcamiento en el centro y el casco antiguo son limitadas y no dan abasto. Además, la isla cuenta con 450 taxis y unos 200 autobuses públicos y privados, lo que agrava aún más el tráfico.

## Cultura

### Mitología

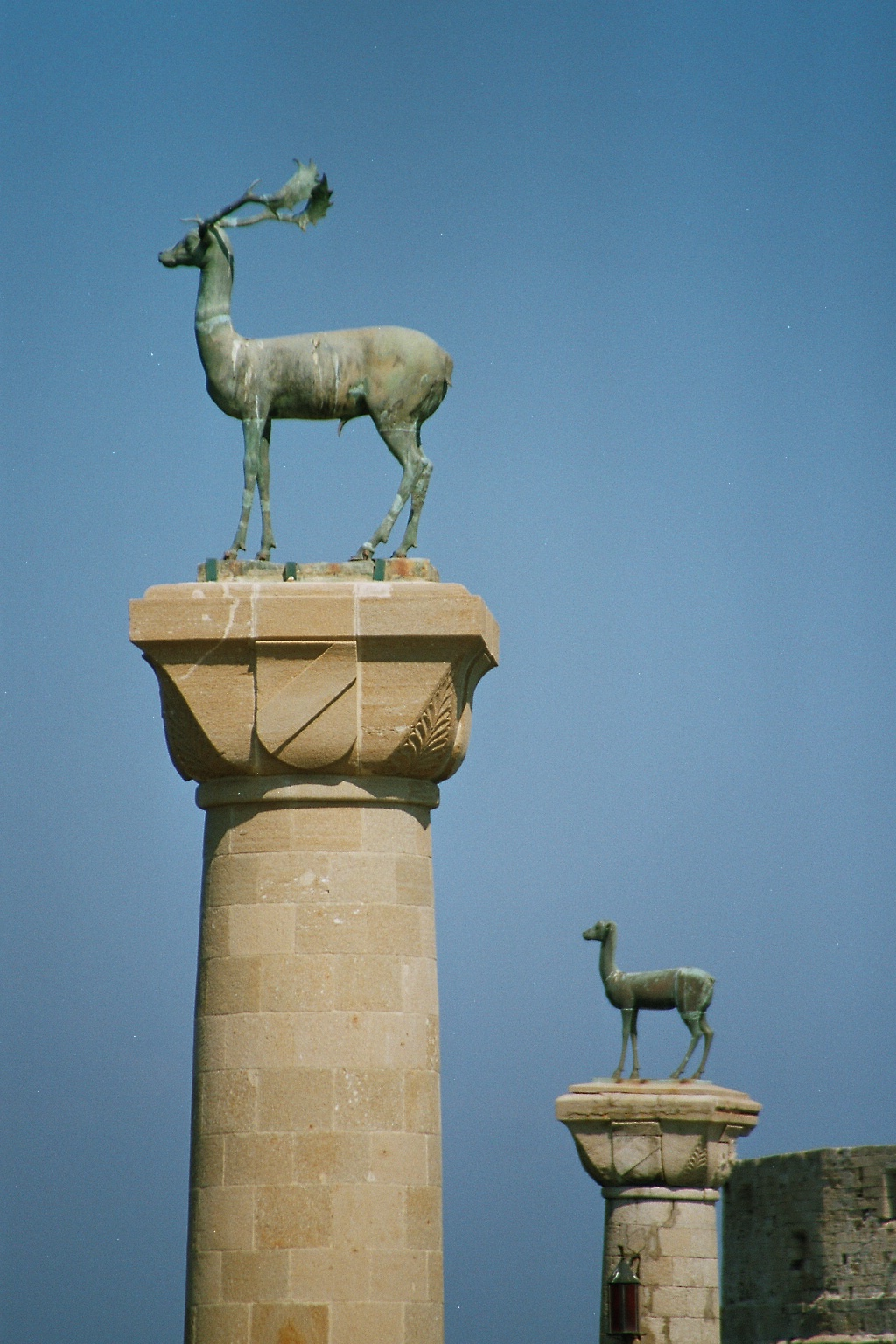
Estatuas en el puerto de Mandraki, donde puede que estuviera el Coloso de Rodas.

Sus primitivos habitantes, según la mitología griega, eran los legendarios telquines, que eran hijos de Ponto o de Tálata, tenían cabeza de perro y aletas de pez (precisamente una de las metamorfosis habituales de Proteo era la de foca), y fueron además los primeros pobladores de Creta. Al parecer, a causa de sus conjuros con el agua de Estigia, Zeus les envió un diluvio que los dispersó por diferentes puntos de la Hélade y Asia Menor. Según la tradición, criaron y educaron a Poseidón a instancias de Rea, fabricaron su tridente y la hoz de pedernal dentado con la que Crono castró a su padre Urano. Cuando la isla reemergió de las olas, fue ocupada por Helios, que casaría con la ninfa Rodo, que fue la que dio nombre a la isla. Esta ninfa era hija de la unión de Poseidón con Halia, hermana de los telquines. En la zona oriental de la isla, en aquel tiempo, vivían los Gigantes.
Los siguientes habitantes legendarios fueron los helíadas que eran siete y fueron los ancestros de las siete tribus de la isla; emigraron a Lesbos, Cos, Caria, y Egipto. Según una tradición, uno de los helíadas, Cércafo, se casó con Cídipe y tuvieron hijos que fundaron tres ciudades a las que pusieron sus propios nombres: Lindo, Yáliso y Cámiro, pero otros consideraban que el fundador de las ciudades fue Tlepólemo y que les había puesto los nombres por algunas de las hijas de Dánao.
También la leyenda menciona el paso por la isla de Dánao y sus hijas, que establecieron un templo de Atenea en Lindo, de fenicios dirigidos por Cadmo, que levantó un santuario en honor de Poseidón, de Forbante y sus hijos, que procedían de Tesalia y acabaron con las serpientes de gran tamaño que sembraban el terror en la isla, y carios.

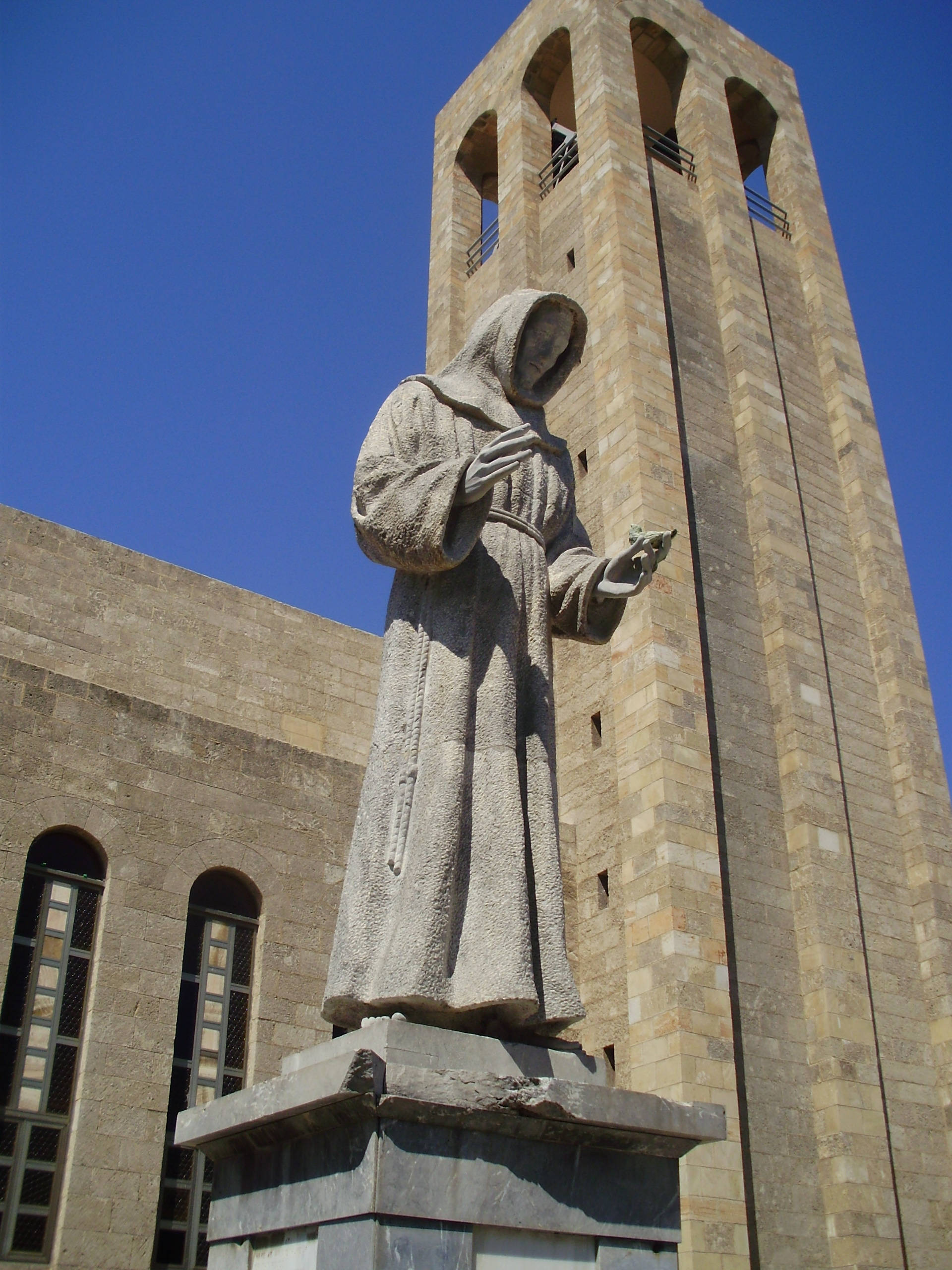
Catedral de San Francisco de Asís en Rodas

Posteriormente Altémenes, que era hijo del rey de Creta Catreo, quiso evitar un oráculo que decía que mataría a su padre y dejó su tierra para exiliarse voluntariamente en la ciudad de Camiro de Rodas. Edificó un templo en honor a Zeus en el monte Atabiro. Pero su padre navegó hasta Rodas con la intención de que su hijo regresara a Creta y hubo un enfrentamiento entre los que acompañaban a Catreo y los habitantes del lugar en el que Altémenes mató a su padre, sin saberlo. Posteriormente Altémenes murió de pena.
Luego llegó a la isla Tlepólemo, hijo de Heracles, que huyó de Argos con algunos compañeros tras haber matado involuntariamente a Licimnio. Se convirtió en rey de la isla y acaudilló el ejército rodio que luchó en la coalición de los aqueos en la guerra de Troya. Murió en la guerra, mientras la isla quedó bajo el reinado de su compañero Butas.

### Patrimonio
La ciudad tiene muchos lugares de interés. Algunos de ellos datan de la Antigüedad y la mayor parte de los otros restos datan del periodo de los caballeros.
- Palacio del Gran Maestre[90][91]

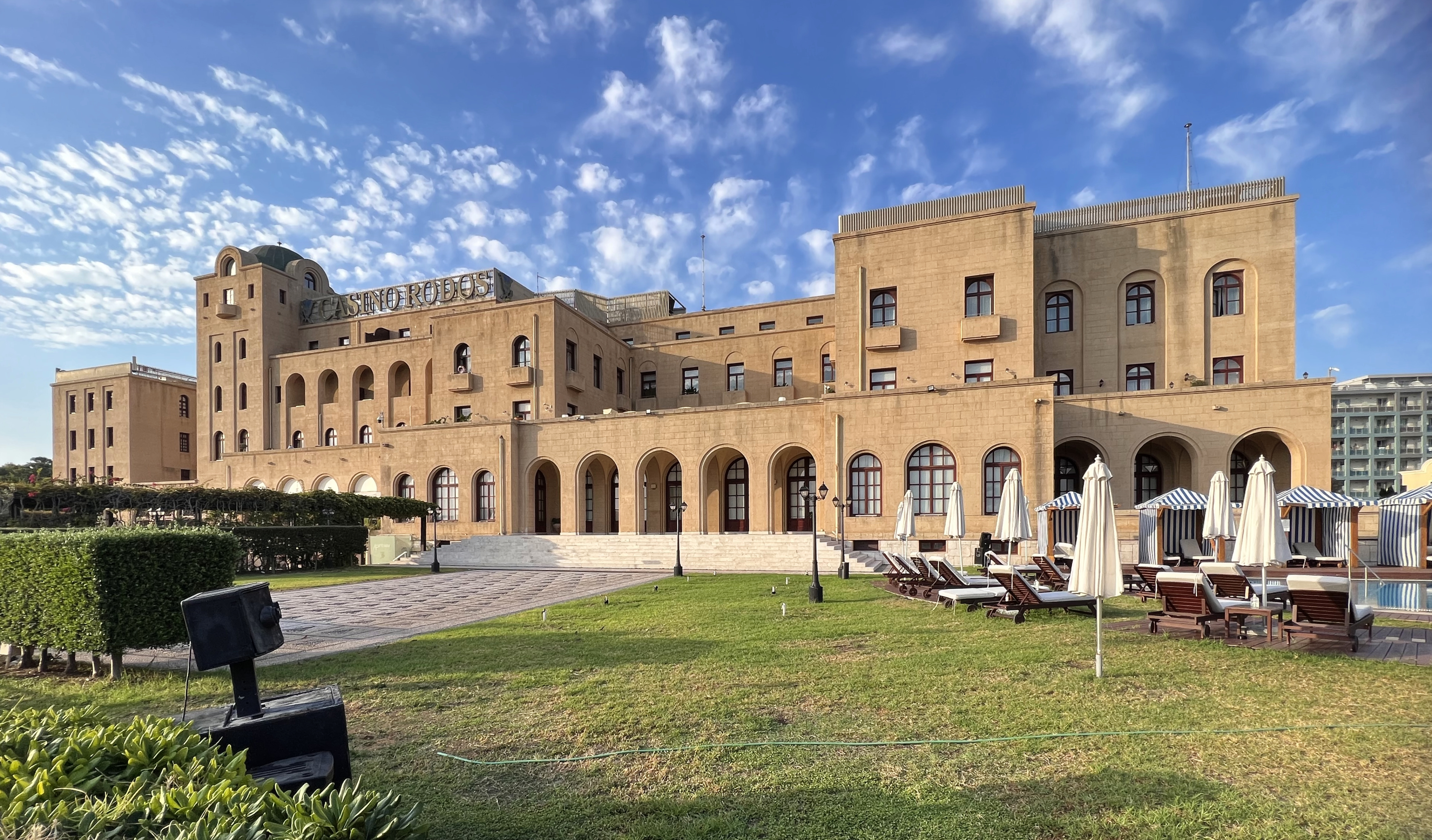
Hotel Casino Rodos

- Hotel Casino RodosCiudad medieval de Rodas, [92][93]declarada Patrimonio de la Humanidad [94][95]por la Unesco[96][97]

En el centro de la ciudad actual de Rodas está el núcleo antiguo, dedicado en su totalidad al turismo junto al puerto de Mandraki. Lo forma la ciudad medieval, con sus calles empedradas, las fortalezas y edificios antiguos reformados, y alguna mezquita. Cabe mencionar las murallas y fortalezas, el Palacio de los Grandes Maestres de la Orden (destruido por una explosión en 1856 y reconstruido por los italianos en 1940), el Hospital (hoy Museo Arqueológico), diversas fuentes, el Mercado, el Palacio del Arzobispo, la iglesia de la Anunciación y otras, la Judería con la Sinagoga de Kahal Shalom, el edificio de Correos, el Ayuntamiento, el Teatro, la sede del Gobierno y el Instituto de Biología Marina. La ciudad vieja está llena de tiendas donde trabajan seis mil personas y se venden toda clase de recuerdos, con el centro comercial en la calle de Sokratos.

### Fortificaciones
Las fortificaciones de la ciudad de Rodas tienen forma de media luna defensiva alrededor de la ciudad medieval y consisten en su mayor parte en una fortificación compuesta por una enorme muralla hecha de un terraplén revestido de piedra, dotada de escarpa, bastiones, foso, contraescarpa y glacis. La parte de la fortificación que da al puerto está compuesta, en cambio, por una muralla almenada. En las moles se encuentran torres y fuertes defensivos.

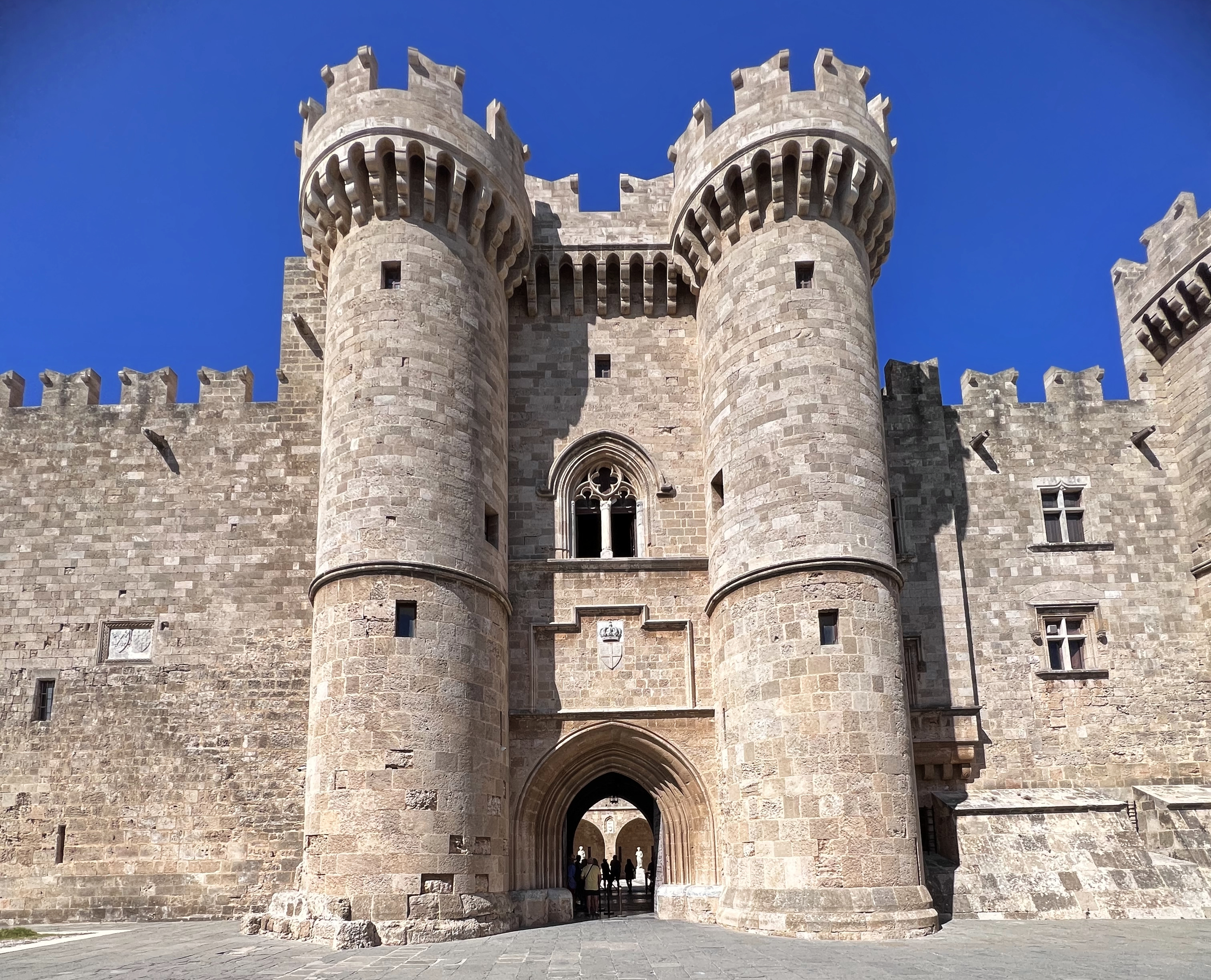
Palacio del Gran Maestre de los Caballeros de Rodas

Fueron construidos por los Caballeros Hospitalarios de San Juan mejorando las murallas bizantinas existentes a partir de 1309, año en que tomaron posesión de la isla tras una lucha de tres años.
Como la mayoría de las murallas defensivas, se construyeron con una técnica denominada mampostería de ripio, que permite obtener una gran masa capaz de resistir disparos con caras exteriores de piedra lisas para evitar la escalada.
La defensa de las diferentes partes de las fortificaciones se asignó a diferentes lenguas de caballeros. La cara norte estaba bajo el dominio del Gran Maestre, luego, desplazándose hacia el oeste y el sur, los puestos eran ocupados por la Lengua de Francia y Alvernia, la Lengua de España (española y portuguesa), la Lengua de Alemania (inglesa y alemana) y la Lengua de Italia. Los bastiones y terraplenes siguen llevando el nombre de la lengua en cuestión (por ejemplo, bastión de Italia, terraplén de España).

### Ciudad Medieval

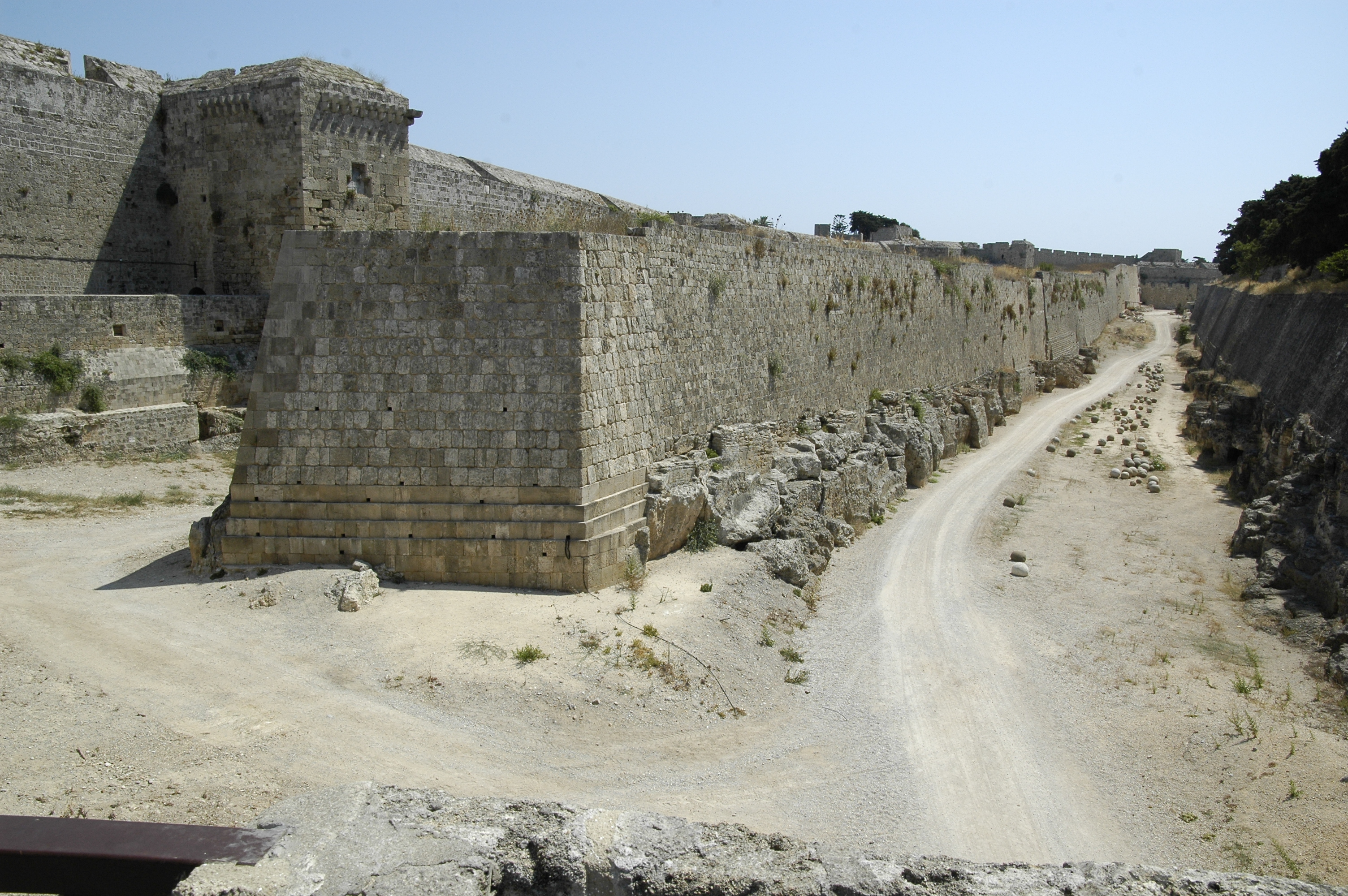
El Terraplén de Inglaterra

Dentro de las Fortificaciones de Rodas se encuentra la mayor ciudad medieval activa de Europa, con más de 6.000 habitantes. La ciudad medieval, además de formar parte del patrimonio mundial de la UNESCO, es también una importante atracción turística. La ciudad medieval (Παλαιά Πόλη) contiene una serie de sitios, incluyendo la torre del reloj, la plaza de Sócrates, la plaza Judía, el antiguo Amán, la Mezquita de Solimán, la calle de Sócrates, la calle de los Caballeros y el palacio del Gran Maestre de los Caballeros de Rodas.
Debido a su historia, la ciudad medieval presenta diferentes estilos arquitectónicos. La ciudad se desarrolló principalmente bajo los Caballeros de San Juan, lo que explica su arquitectura predominantemente gótica. Sin embargo, tras el segundo sitio de Rodas, la ciudad medieval también se desarrolló en la época otomana. Se construyeron nuevos edificios: mezquitas, baños públicos y mansiones para los nuevos patrones. La importancia arquitectónica de Rodas queda resumida por la UNESCO cuando afirma: "con sus edificios francos y otomanos, el casco antiguo de Rodas es un importante conjunto de asentamientos humanos tradicionales, caracterizado por fenómenos sucesivos y complejos de aculturación. 
El contacto con las tradiciones del Dodecaneso modificó las formas de la arquitectura gótica, y la construcción posterior a 1523 combinó formas vernáculas resultantes del encuentro de dos mundos con elementos decorativos de origen otomano. Todos los elementos edificados anteriores a 1912 se han vuelto vulnerables debido a la evolución de las condiciones de vida y deben protegerse tanto como los grandes monumentos religiosos, civiles y militares, las iglesias, monasterios, mezquitas, baños, palacios, fortalezas, puertas y murallas".
La ciudad medieval de Rodas ha sido escenario de varias películas, entre ellas Los cañones de Navarone.

### Arquitectura otomana
Debido a que Rodas fue ocupada por los Turcos otomanos por siglos existe una rica herencia arquitectónica de su imperio en la Isla, que se refleja en diversas estructuras especialmente Mezquitas. La Mezquita de  Ibrahim Pasha por ejemplo fue Construida dentro de la antigua ciudad medieval de Rodas, la mezquita consta de una gran sala cuadrada con una cúpula de doce lados y dos frontones sucesivos a lo largo del lado norte. En la esquina noroeste del tejado se alza un alminar sobre una base poligonal. En el centro del patio exterior hay una fuente de ocho lados.

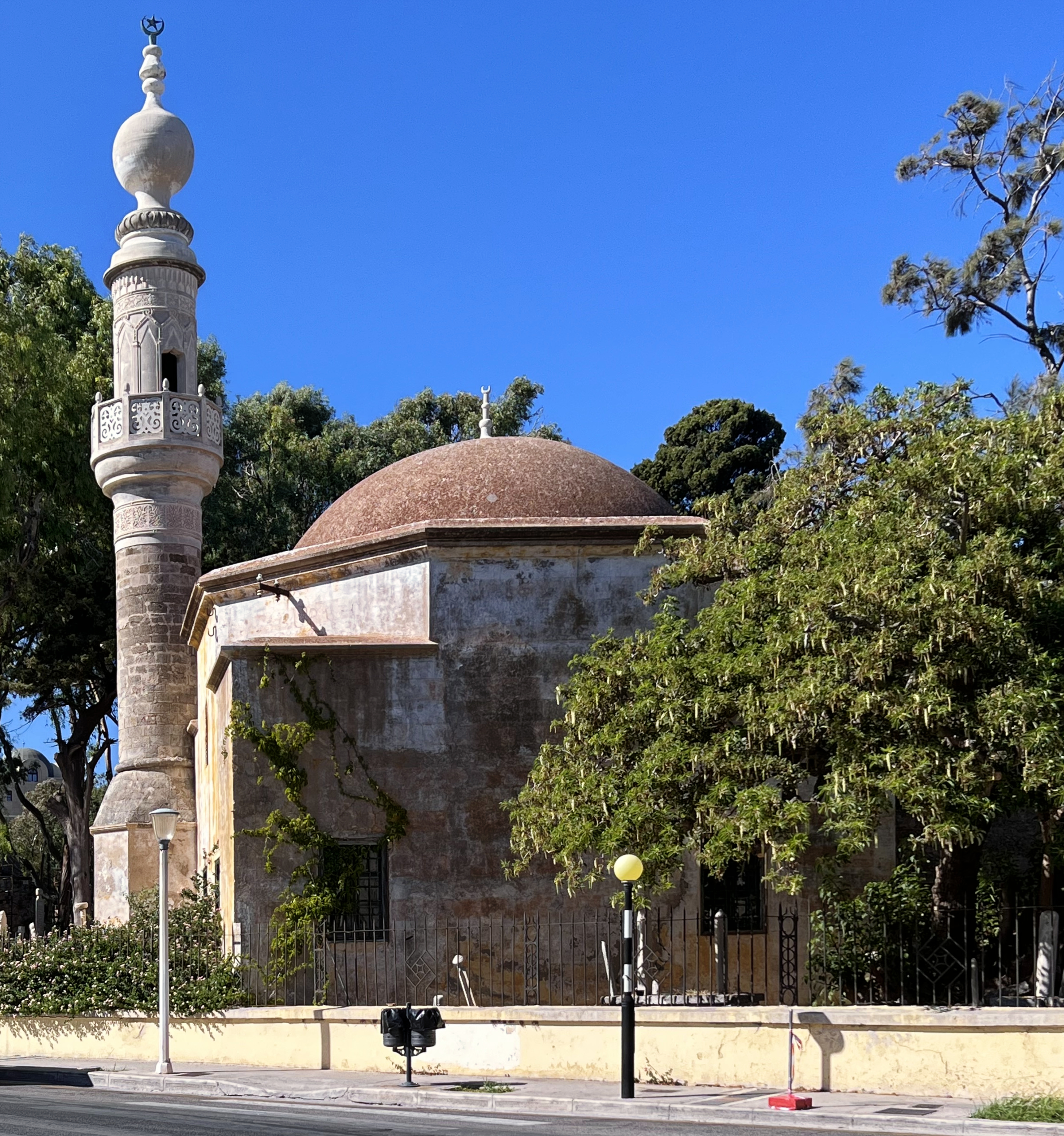
Mezquita de Murat Reis

El alminar es cilíndrico y tiene un balcón. 
La mezquita de Murat Reis está situada en la curva de la carretera principal que lleva del puerto a la playa.
La sala de oración de la mezquita de Murat Reis es de planta cuadrada y está adornada con una cúpula, mientras que la galería y la punta del alminar están enlucidas. Delante, en el lado noroeste, se alza un pórtico compuesto por tres arcos que sostienen el techo de madera, de acuerdo con el primer tipo de Bursa con el que se diseñaron muchas mezquitas turcas.
El minbar de madera está situado a la derecha del mihrab, un hueco semicircular rodeado por dos columnas de piedra en el que no hay ningún texto escrito, aunque es posible que existiera y fuera objeto de vandalismo.
En el patio, un cementerio otomano rodea el edificio, en el que aún hoy se pueden ver las tumbas de Murat Reis y otros dignatarios importantes. Tres oficiales de Solimán, que parecen haber muerto durante la conquista de la isla en 1522, también están enterrados allí, lo que indica que la zona se utilizó como cementerio un siglo antes de que se erigiera la mezquita de Murat Reis.

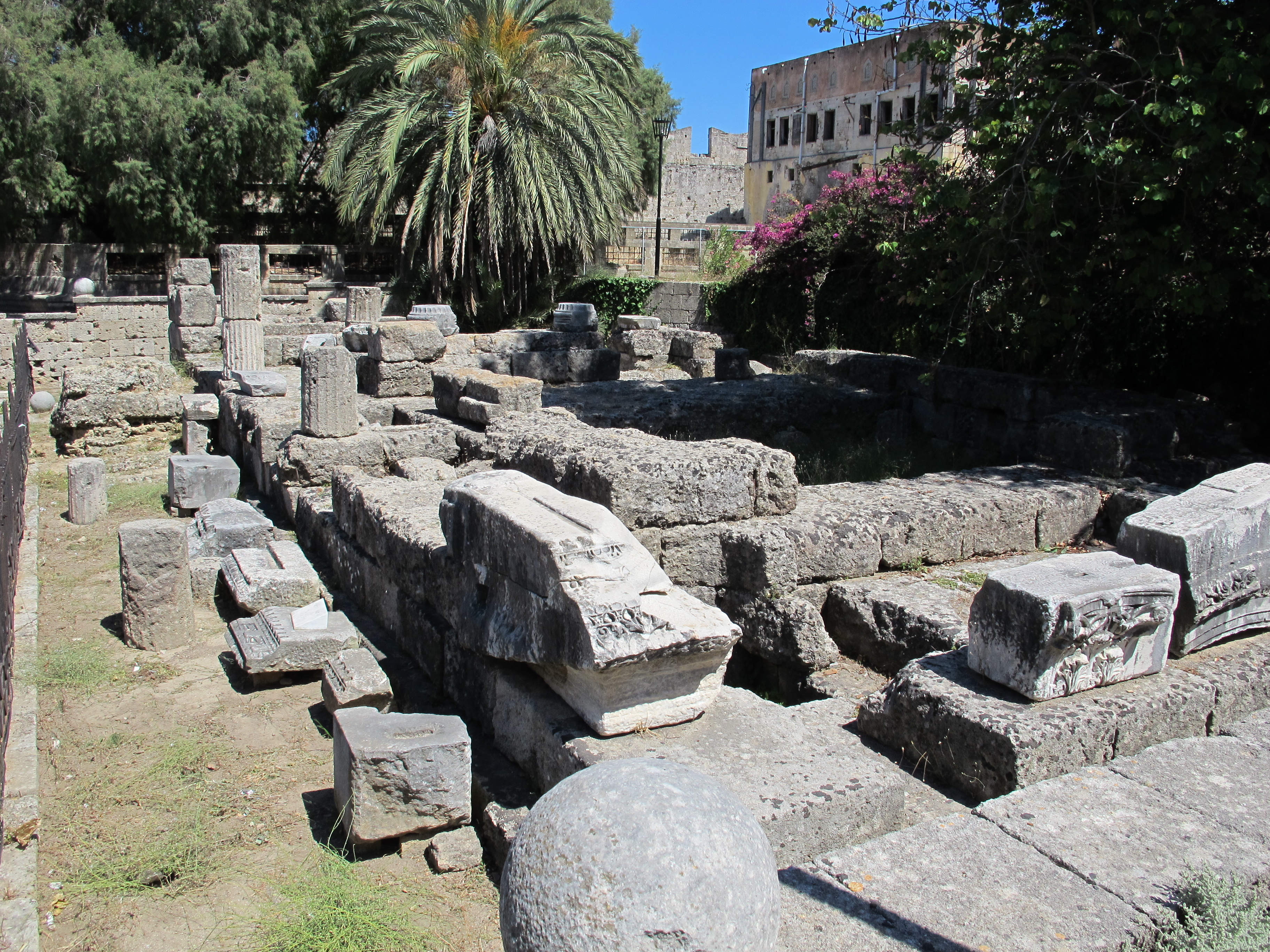
Ruinas del Templo de Afrodita en Rodas

### Arqueología
Como casi toda Grecia, la isla cuenta con importantes yacimientos arqueológicos, testimonio de una historia de más de tres mil años. Las excavaciones sacan cada año a la luz nuevos hallazgos. Es habitual en Grecia que una iglesia o un edificio importante se sitúe sobre las reliquias de un antiguo templo, o que una fortificación medieval utilice antiguos castillos y murallas.
Debido a la continuidad de la historia de la isla y a la consiguiente reutilización de materiales y, en algunos casos, de edificios enteros, gran parte del patrimonio histórico-artístico se asimila también en la estructura de todas las construcciones antiguas. En este sentido, Rodas es un museo abierto, donde se pueden encontrar huellas de épocas pasadas incluso en una humilde casa de pueblo.
Cuando se piensa en yacimientos arqueológicos en Grecia, la Acrópolis de Lindos debería ocupar un lugar destacado en la lista de cualquier viajero que explore la historia griega, ya que ofrece una experiencia inolvidable que combina historia, cultura y belleza natural. Las maravillas arquitectónicas de la acrópolis son sobrecogedoras. El Templo de Atenea Lindia, con sus columnas dóricas, y la gran puerta de los Propileos son testimonios de la ingeniería y el arte de la Grecia antigua.
Uno de los yacimientos arqueológicos más importantes de la isla es la antigua ciudad no fortificada de Kamiros, una de las tres ciudades dóricas fundadas en la isla, situada en la parte suroeste de la misma. Pero es la magnífica Acrópolis de Lindos, construida en la roca sobre el pueblo, accesible sólo a pie o con un burro, la más visitada. Su templo dórico de Atenea se encuentra dentro de un castillo medieval, creando así una interesante mezcla de dos culturas. La construcción de la Acrópolis está fechada en el 1100 a. C.
A no más de un kilómetro del centro de la ciudad, en la hermosa colina de Ayios Stefanos (monte Smith), se encuentran los escasos restos de la época helenística de Rodas. El yacimiento contiene un teatro restaurado, un estadio y los restos del templo de Apolo.

En la cima de la colina de Filerimos, se encuentran los escasos restos de la antigua Ialyssos, junto con un castillo y un monasterio bizantinos.

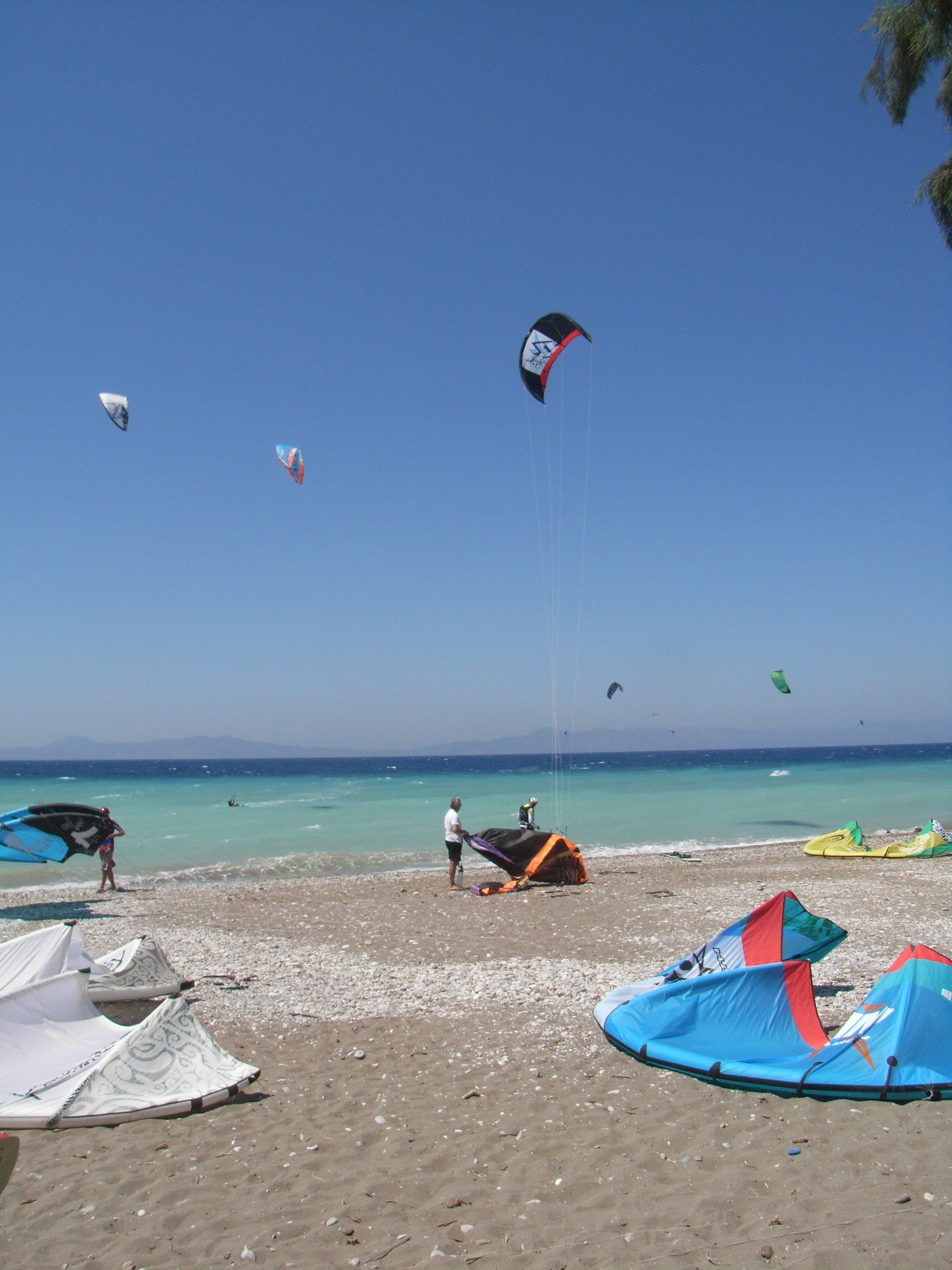
Kitesurf en Rodas

## Deporte
El AS Rodas juega en la Gamma Ethniki, la tercera división de fútbol más alta del país. A principios de la década de 1980, jugó en la primera división. Otro club de fútbol de Rodas es el Diagoras F.C., que también alcanzó la primera división, la Alpha Ethniki, a finales de la década de 1980. En 2009, este club terminó octavo en la Beta Ethniki, la segunda liga griega.
El equipo de baloncesto Kolossos de Rodas juega en la Basket League, la primera liga griega. Para los estándares griegos, también hay una larga tradición de tenis y ciclismo. Debido a los fuertes vientos estacionales de esta parte del Egeo, la vela es muy popular. Regatas de vela como la Regata del Egeo se celebran a intervalos regulares con Rodas como escenario. El windsurf y el kitesurf también se han desarrollado a lo largo de la parte norte de la costa occidental de Rodas y en el punto más meridional de la isla, Prasonisi.
Hay muchas escuelas de submarinismo en algunas de las bahías de la costa este, alejadas del viento, como Kallithea.
En 2007, Rodas fue sede de los Juegos Insulares y obtuvo el segundo puesto.

## Hermanamientos
- Limasol, Chipre
- Rosas, España
- Perth, Australia
- Gotland, Suecia[110]